# 감자
감자(정체자: 甘藷, 영어: potato)는 쌍떡잎식물 통화나물목 가지과의 여러해살이 식물로, 벼, 밀, 옥수수와 함께 세계 4대작물에 해당한다. 또한 고구마, 옥수수와 함께 대표적인 구황작물(救荒作物)로 인류를 기아의 공포에서 구제한 고마운 작물이기도 하다. 원산지는 남미 안데스 지역인 페루와 북부 볼리비아로 알려져 있으며, 예로부터 든든한 한 끼로도 손색이 없는 주식(主食)이며, 부식으로도 다양하게 이용되어 왔다.
콜럼버스의 남미 탐험이후 16세기 중후반에 스페인 정복자들에 의해 처음으로 유럽에 전래되었으나 초기에는 강한 거부감으로 인해 관상용, 가축사료, 소수의 가난한 하층민들의 식품으로 이용되었을 뿐 널리 보급되지 못하였다. 유럽에서 감자를 식품으로 받아들여지기 시작한 시기는 18세기 후반 부터이며 구황식품이자 주식으로 자리잡으면서 인구폭발의 한 원인이 되기도 했다.
감자는 아일랜드와 독일 등 전세계 많은 지역에서 주식으로 사용되어 지고 있으며 다양한 요리에서 식재료로 사용되고 있다. 또한 포테이토칩과 프렌치프라이 등으로 인해 현대인들에게 매우 친숙한 식재료에 속한다. 미국항공우주국(NASA)에서도 감자를 우주인들의 식량 자원으로 사용하기 위한 연구와 무중력 공간에서의 재배실험을 진행하기도 했다.
감자는 추운 지역이나 4,000m 고산지대에서도 재배가 가능하고, 3개월이라는 단기간내에 수확이 가능하며 양분을 땅속에 저장하므로 전란에도 피해가 적다. 척박한 환경과 가뭄에 강하며, 다 자라지 않은 상태에도 수확하여 식용할 수 있고, 수확 후 별도 가공없이 즉시 요리가 가능하므로 가난한 농부에게는 경제적이다. 식용하는 부위는 뿌리가 아니고 줄기이며 이를 덩이줄기라 한다.
한국에서는 하지감자, 지슬, 북감저(北甘藷), 마령서(馬鈴薯)라고도 한다. 한반도에는 1824년에 처음 전래되었으며 본격적으로 재배를 한 시기는 한국전쟁이후 부터이다. 한국인에게 감자란 가난의 상징이고 먹을 것이 없던 시절을 연상하게 하는 말이기도 하다. 제주도에서는 시설재배를 통해 2월에 출하하고 내륙지방에서는 6월말, 강원특별자치도 고랭지 감자는 10월에 수확하므로 1년내내 신선한 감자를 맛볼 수 있다.
전세계 총생산량은 2020년 기준 약 3억6천만톤이며 금액으로 볼 때 40조원 정도의 시장을 형성하고 있다. 최대 생산국은 중국으로 7천8백만톤, 이는 전세계 총생산량의 22%를 차지한다. 한국의 경우 매년 약 25,000헥타르(7천6백만평) 땅에서 재배가 이루어지고 있으며, 연간 생산량은 약 70여만톤으로 총생산량 중 강원특별자치도에서 33%, 제주도에서 22%를 재배하고 있으며 전체 생산량의 80%를 점유하고 있는 품종은 '수미감자'이다.

## 기원

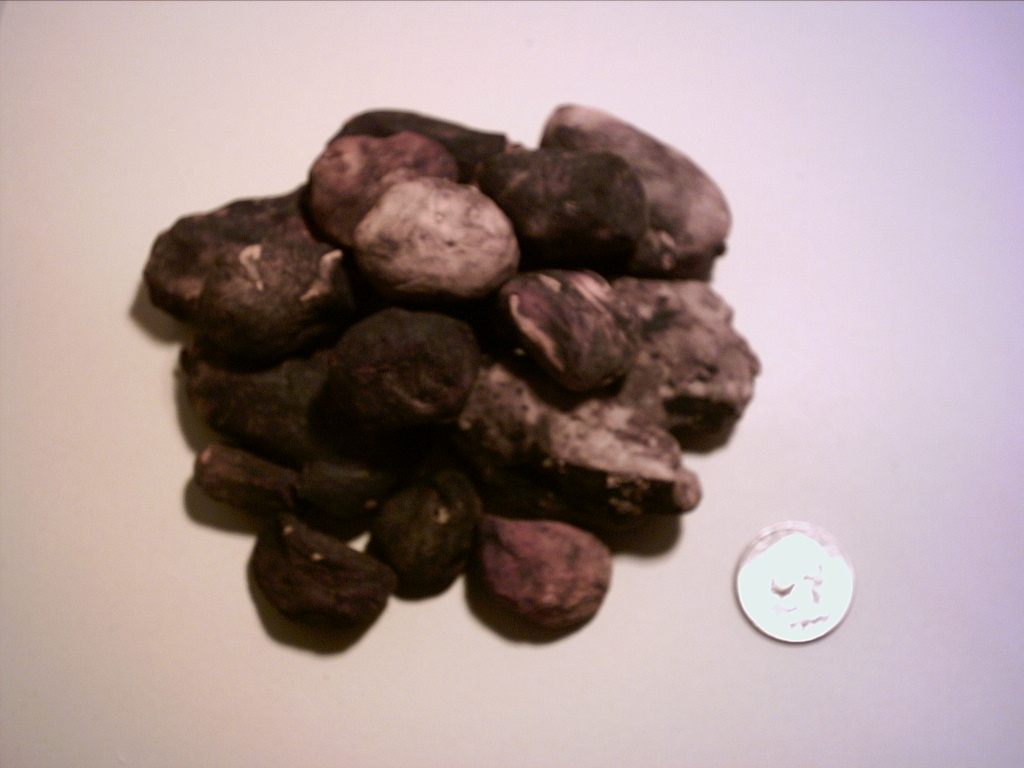
츄노 (Chuno)

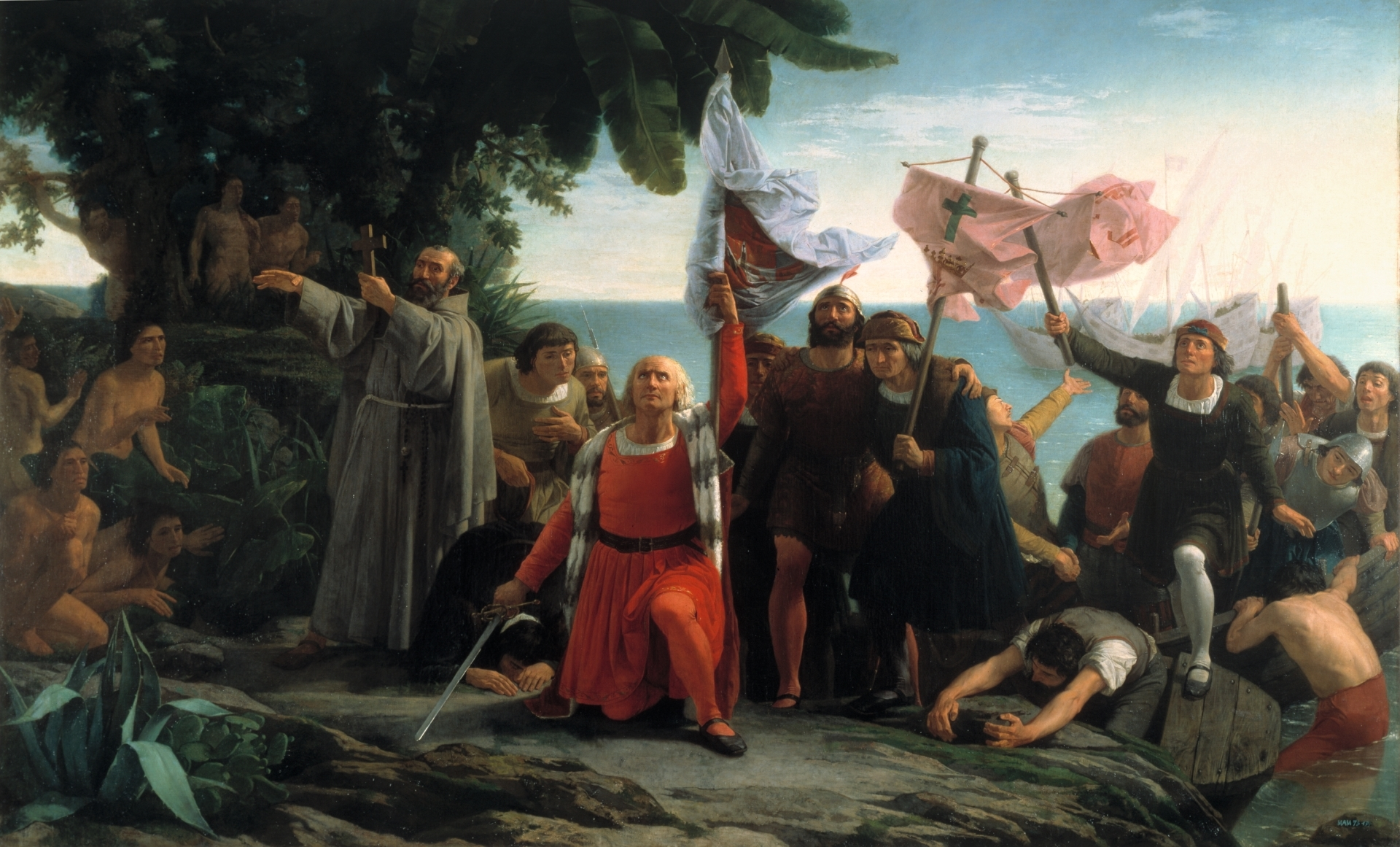
16세기 스페인의 남미탐험과 개척

감자의 원산지는 페루, 칠레, 볼리비아의 안데스 고지대와 티티카카 호수 주변부로 알려져 있다. 처음으로 재배된 시기에 대해서는 정확히 알 수 없으나, 약 7,000여년 이전 시기부터 재배해온 것으로 추정된다. 기원전 3000년경 전성기를 이루었던 모체문화의 토기에서 감자와 같은 모습의 식물이 그려져 있는 것을 보면 아주 일찍부터 지역 원주민들의 주식이었던 것으로 보인다. 감자는 해발 4,000m 고지대에서 재배가 가능하여 잉카제국의 주식 중 하나였다.
안데스 고산지대에 거주하던 남미 원주민들은 감자를 장기 저장하기 위해서 냉동 건조 과정을 거쳐 추뇨(스페인어 Chuño)라는 저장식품을 만들었다. 제조 과정은 단순한데, 감자를 밤새 외부에 두어 서리를 맞혀 수분을 제거하고, 다음날 언 감자를 밟아서 물기를 한번 더 제거한 후, 낮 동안 햇볕에 말리는 과정을 최소 세 번에서 열 번 이상 반복하여 추뇨를 만들었다. 완성까지는 최대 4주가 걸리기도 한다. 안데스 지역의 큰 일교차를 이용하여 동결 건조 감자를 만드는 것이다. 완성된 추뇨는 냉장 보관하지 않아도 10년 동안 상하지 않았기 때문에 장기저장이 가능하다는 것이 가장 큰 장점이다.
추뇨는 흉년에 대비한 좋은 식량자원이었으며, 수분이 거의 없어 가볍기 때문에 운반이 용이하여 군대식량으로 사용하였고 세금으로 납부도 하였다. 고대 잉카제국을 건설할 때 일꾼들에게 제공하였고 스페인의 은광개발시 원주민 노동자들에게 식품으로 추뇨를 제공했다고 한다. 감자 껍질의 유무에 따라 ‘추뇨 블랑코(blanco; 하얀 추뇨)’와 ‘추뇨 네그로(negro; 검은 추뇨)’ 두 가지 종류가 있다. 전자는 감자 껍질을 까서 흰색의 감자 속살 상태에서 흐르는 물에 담가둔 감자를 냉동 건조한 것이며, 후자는 껍질을 벗기지 않은 채로 바싹 말려 짙은 색을 띄고 있다. 영양학적으로 탄수화물, 단백질, 무기질, 비타민 등이 함유되어 있으며, 건조 과정으로 인해 비타민D와 단백질 함량이 일반 감자에 비해 높다.
현지 케추아어 속담에 "추뇨 없는 수프는 사랑 없는 인생이다"라는 말이 있을 정도로 추뇨는 오늘날에도 페루, 볼리비아, 안데스 고지대 사람들에게 사랑받은 식재료에 속한다. 추뇨는 특별히 강한 풍미가 없어 다른 향미가 잘 배어든다. 그러나 제대로 씻어서 껍질을 벗기지 않으면 쓴맛이 나는 수가 있다. 요리를 할 때는 물에 담가서 녹인 다음 사용하기도 한다. 수프나 스튜에 넣으면 다시 말랑말랑해지며, 쪄서 치즈를 뿌리고 돌절구에 찧어 가루로 만들어 고기 요리를 할 때 넣는 등 쓰임새는 매우 다양하다. 추뇨 블랑코는 당밀과 과일을 넣어 마자모라(mazamorra)라는 후식으로 만들 수도 있다. 고추를 넣은 매콤한 수프나 튀김류 이외에도, 토끼고기를 넣은 코네호 에스티라도(conejo estirado)는 볼리비아의 대표 특선 요리로 꼽힌다.

## 어원

### 스페인어

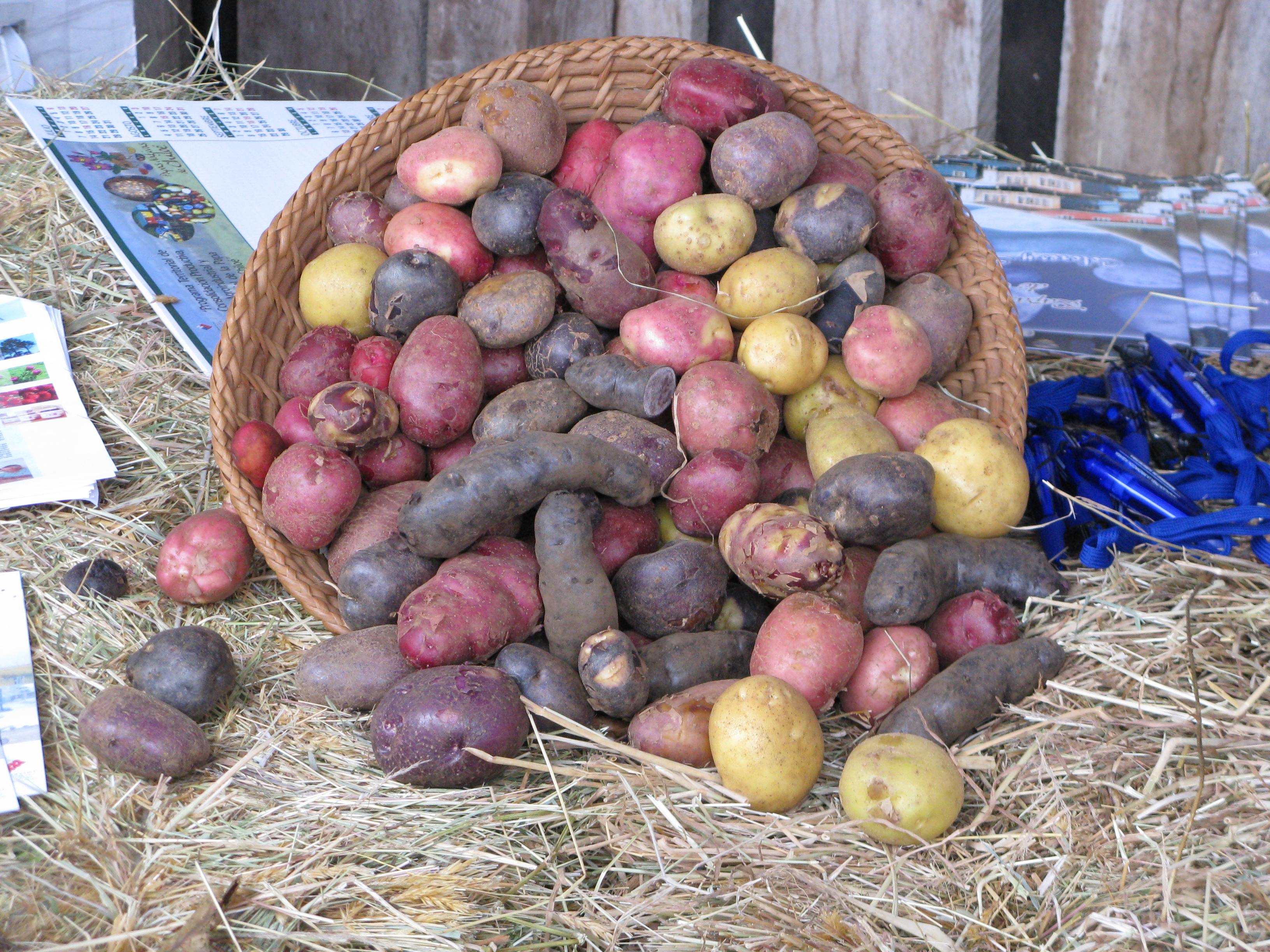
다양한 색상의 감자

감자와 고구마는 공히 남미가 원산지이며 땅속에 양분을 저장하고 여러개의 열매가 주렁주렁 달린다는 점 등에서 유사한 점이 많음에도 식물학적으로는 밀접한 관련이 없다. 하지만 같은 어원을 가지고 있다. 유럽인들은 감자보다도 먼저 고구마를 접하게 되었는데, 기록에 의하면 1492년 콜럼버스 탐험대원들이 유럽인으로는 처음으로 고구마를 맛보게 되었다고 한다.
그들이 고구마를 발견했을 당시에 해당지역의 원주민인 타이노족들은 이를 바타타(batata)라고 불렀다. 스페인 왕립 학술원 측의 설명에 의하면 감자나 고구마를 지칭하는 스페인어 파타타(patata)의 어원은 서인도 제도의 원주민 타이노족의 말인 바타타(batata, 고구마)와 잉카족의 언어인 케추아어 파파(papa, 감자)를 결합한 합성어라고 한다. 파타타(patata)라는 새로운 합성어를 만든 이유는 감자를 뜻하는 papa(파파)라는 단어가 로마 교황을 의미하는 단어 Papa(파파)와 같기 때문에 이를 피하고자 만들었다는 설도 있다.

### 영어

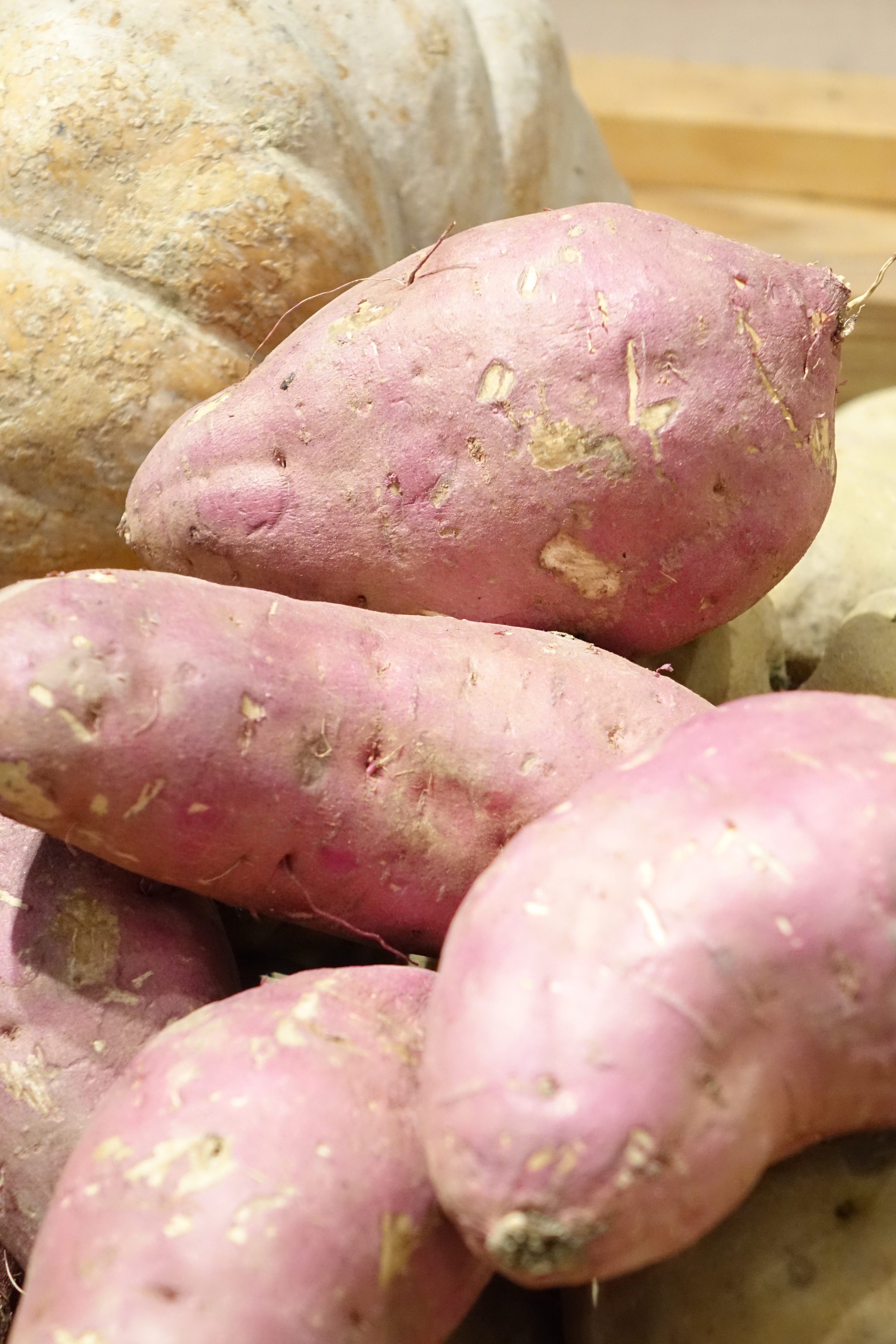
고구마 (Sweet potato)

감자보다 먼저 영국에 전래된 고구마를 영국에서는 potato(포테이토)라 하였으며, 이는 스페인어 patata(파타타)에서 유래되었다. 고구마와 감자가 영국에 전래된 이후의 농업과 식물에 관한 기록들을 살펴보면, 대체적으로 두 종류를 모두 potato(포테이토)라 부르면서 때에 따라서 감자를 white potatoes(화이트 포테이토)라 했을뿐, 감자와 고구마에 대해 크게 구별하지 않았다는 것을 볼 수 있다. 16세기 영국의 약초학자 존 제라드(John Gerard)에 의하면, 당시에 영국에서는 먼저 전래된 고구마를 potato(포테이토)라고 했으며, 오늘날 감자로 알려진 종에 대해서는 bastard potatoes(서자 감자), Virginia potatoes(버지니아 감자)라는 정도의 용어를 사용했다 한다.
그러던 것이 영국에 대기근이 닥쳤을 때 감자가 구황작물의 역할을 하면서 점차 주식(主食)으로 삼게 되자 감자를 potato라고 부르고, 별식으로 먹는 고구마를 감자와 구분하기 위해서 '달콤한 감자'라는 뜻의 Sweet potato(스위트 포테이토)로 부르게 되었다. potato라는 말이 고구마에서 감자로 변경된 것이다. 고구마는 썩기 쉬운 성질 때문에 저장성이 떨어지면서 군것질 거리나 별미로 인식된 반면에, 장기보관이 가능할 뿐만 아니라 구황작물로써 우수성이 입증된 감자는 양식에 버금가는 대접을 받게 된 것이다.
미국에서는 감자를 아일랜드 감자(Irish potatoes) 라고 부르기도 했다. 이는 아일랜드 대기근 이후 감자를 주식으로 했던 아일랜드인이 대거 미국으로 집단이주해온 영향 때문이다. 감자의 비격식적인 표현인 스푸드(spud)라는 이름의 기원은 자세히 알려져 있지 않으나, 감자를 심기 전에 흙에 구멍을 파는 것에서 유래 되었을 것으로 보고 있다.

### 기타

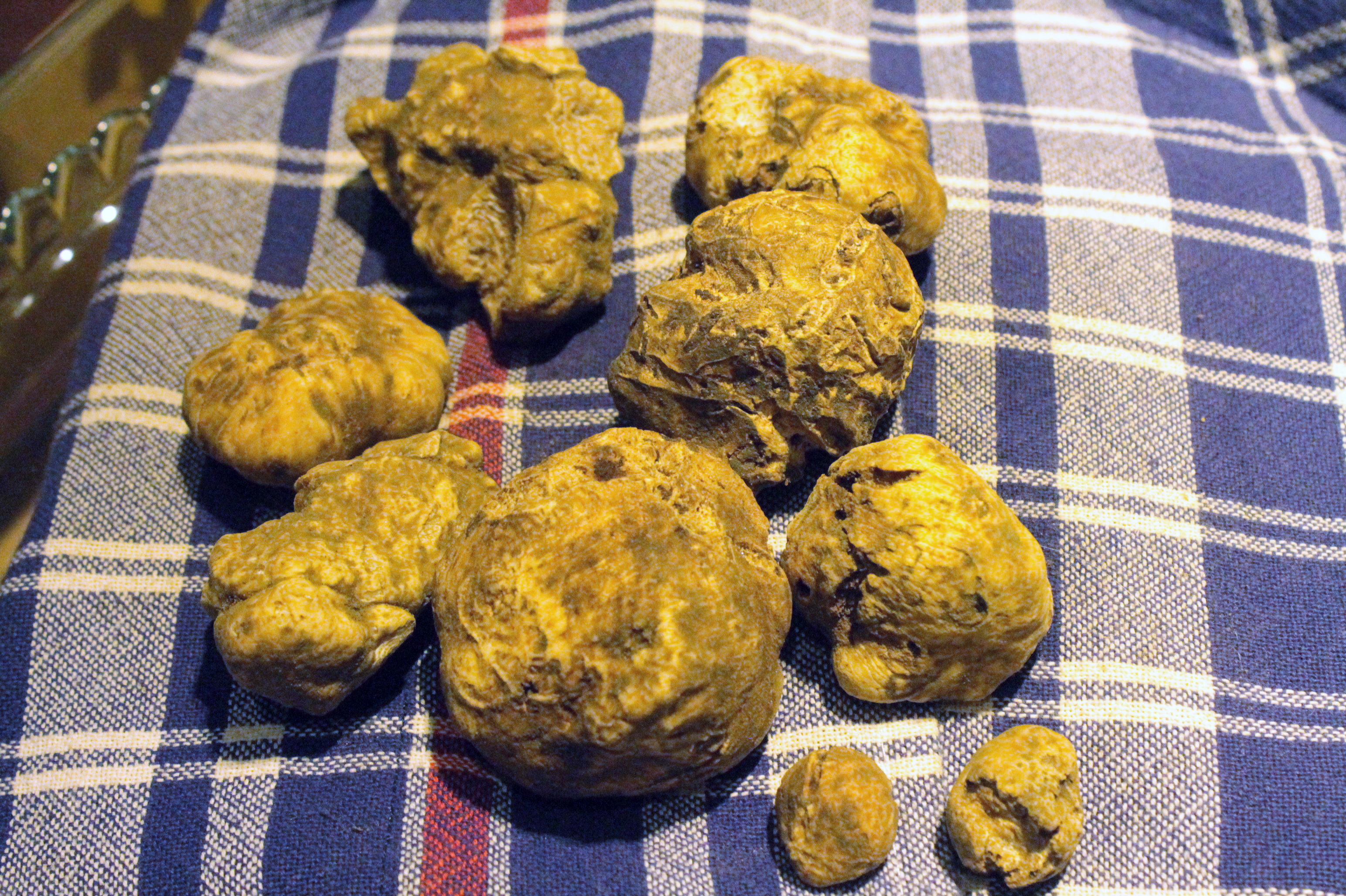
백색 송로 버섯

스페인 탐험가들이 감자를 발견한 초기에 붙였던 이름 중에 하나가 '백색 송로버섯'이라는 의미에 Tartuffoli(타르투폴리)였다. 그 당시에 감자는 현대에 개량된 감자보다는 훨씬 알이 작았고 송로버섯처럼 땅속에서 성장하는 특성 때문에 잉카인들이 송로버섯과 비슷한 작물을 먹는다고 보았던 것이다. Tartuffoli(타르투폴리)에 영향을 받은 이탈리아에서는 tartuffo(타르투포) 라 하였고 독일에서도 kartoffel(카르토펠)이라 부르게 되었다.
프랑스에서는 감자를 '땅속의 사과'라는 뜻을 가진 pomme de terre(폼 드 테르)라 한다. 과거에 유럽에서는 낯선 열매에는 모두 사과라는 이름을 붙였기 때문에 남미에서 온 낯선 열매인 감자를 보고 이런 이름을 붙였다고 한다.

## 전파

감자의 원산지, 남미 안데스

스페인의 아메리카 대륙 정복기인 1536년에 남미지역에서 황금을 찾아나섰던 스페인 탐험가 곤잘로 히메네스 데 케사다가 안데스 고산지역에 거주하는 원주민들이 주식으로 삼던 감자를 유럽인으로서는 처음 발견했다. 같은 해에 항해용 비상식량으로 감자를 선적했다는 기록이 있으며 스페인 식민지 지배자들은 포토시 은광산에서 일하는 인디오들에게 말린 감자(추뇨)를 공급했다고 한다. 또한, 1573년 스페인 세비야의 상그레 병원 물품 구입 목록에 감자가 들어있었다. 이런 사실로 미루어 보아 늦어도 16세기 중후반 경에 감자는 스페인 탐험가들에 의해 유럽으로 전파된 것으로 보여진다.
새로운 식품은 호기심과 동시에 두려움 속에 강한 거부감을 야기하기도 한다. 거부감이 강한 식품의 경우 기존 음식과 농업 간의 균형이 심각하게 깨어지는 기근 등이 발생해야만 음식으로 받아들여지는 것을 볼 수 있다. 이런 전형적인 모습을 잘 보여 준 식재료 중에 하나가 감자다. 남미에서 이미 수 천년 간에 걸쳐 주식으로 검증이 이루어졌지만, 16세기에 처음 전래 되었을 때 유럽인들의 거부감은 커서 전혀 환영 받지 못했으며 거부를 너머 혐오의 대상이었다. 그러나 18세기 후반부터 식품으로 받아들여지면서 극적인 반전이 이루어진다. 감자는 고질적인 기근을 극복하게 만들어 준 고마운 구황작물로 위상이 올라갔고 이런 감자의 도입은 식량 혁명이란 평가도 받게 되었다.
처음 감자가 유럽에 전래 되었을 때, 유럽에는 이미 무(radish) 나 당근 등이 있어 뿌리채소에 대한 거부감은 없었으나, 감자는 이들과 달리 땅속에서만 성장하고 뿌리에 주렁주렁 매달려 있는 모양새 등으로 인해 유럽인들은 그다지 감자를 좋게 보지 않았다. 종교적인 해석에 의하면 씨 맺는 채소와 씨 가진 과실만이 식물(食物)로 허락된 것인데 감자는 꽃이 피고 열매를 맺기는 하나 땅속에 양분을 저장하는 방식이고, 씨 뿌려 파종, 번식시키는 것이 아니라 시체를 잘라 파묻듯이 하는 방법이 기괴하여 상스럽지 못하다고 여기며 '악마의 야채' 라고 부르기도 했다. 기독교화 되어있던 유럽인들에게 감자란 성경에 등장하지 않는 부정한 식품이며 신이 허락하지 않은 음식물이었던 것이다. 아울러 감자에 대한 무지 때문에 싹이 난 감자를 잘못 먹고 심한 복통과 부작용을 경험하며 더욱 기피하게 되었다.

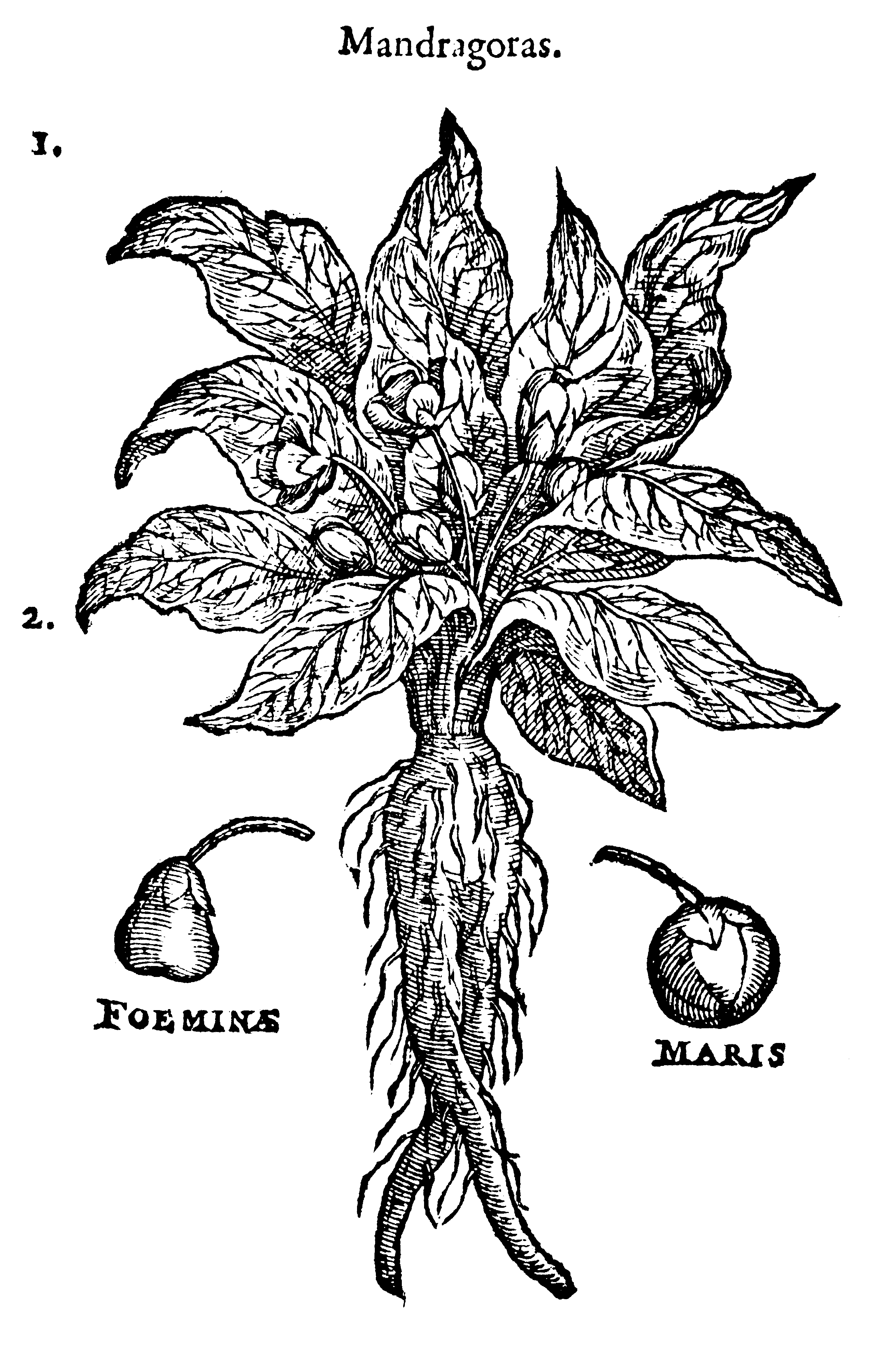
최음 식물 (mandrake)

감자를 자르면 표면 색깔이 거무스름하게 변하게 되는데 이것을 불길하게 여겼으며, 최음 효과가 있다는 소문이 돌면서 음란을 조장한다 생각했다. 일찍이 아일랜드가 감자를 주식으로 삼은 후 주민들의 영양상태가 좋아진 덕분에 인구가 폭발적으로 증가했으나 이를 감자의 최음 효과 때문이라고 비난하기도 했다. 지금에 개량된 감자와는 달리 당시의 감자는 울퉁불퉁, 거무튀튀하고 알도 작아 볼품이 없었고 표면은 쭈굴쭈굴한게 괴사된 피부와 비슷하여 마치 한센병 환자의 피부를 연상하게 했으며 한센병을 옮긴다는 소문까지 돌자 혐오식품으로 간주하며 식용과 재배를 법으로 금지하기도 했다.
200 여년동안 감자는 식물학적 호기심에 의한 관상용 재배, 돼지나 먹는 가축사료, 하층민들이 먹는 '빈민의 빵' 이었을 뿐이었다. 그러나 프로이센의 국왕 프리드리히 2세와 프랑스의 농경학자 파르망티에의 노력으로 감자에 대한 편견은 조금씩 깨어지기 시작했으며 19세기들어 감자는 점차 좋은 구황작물이자 식품으로 이미지가 개선되며 유럽인들의 식탁에 자주 올라가게 되었다. 이는 18세기에 빈번했던 흉년, 잦은 전쟁에 의한 기근, 인구 증가로 인해 식량자원의 부족에서 비롯되었다. 20세기 들어 전반기에 벌어진 두 차례의 세계대전 기간 중에 감자는 구황식품의 역할을 톡톡히 하면서 재배와 섭취가 적극 장려되었고 건강식품이라는 긍정적인 이미지까지 지니게 되었다.
유럽인의 주식 빵의 재료인 밀은 전란과 가뭄 등 이상기후에 민감한데 반해 감자는 척박한 환경에 적응력이 뛰어났다. 재배에도 특별한 기술이 필요하지 않으며 수확 후 밀처럼 가루로 만들거나 하는 별도의 가공이 필요치 않았다. 빵을 구우려면 오븐을 이용해야 하고 연료가 많이 소비되지만 감자는 냄비 하나만 있으면 되었고 연료도 적게 들어가는 장점이 있어 가난한 농민이나 하층민들에게 좋은 식재료가 되었다. 영양가 면에서도 훌륭한 식품이라 인구 증가에 영향을 주기도 했다. 3개월만에 수확이 가능했고 고구마와 달리 장기 저장도 가능했다. 한편, 유럽에서 감자가 식품으로 받아들여진 후 빠른 속도로 재배지역이 확장된 이유 중에 하나는 감자에 대해서는 십일조가 면제되었기 때문이기도 하다.
유럽인들이 빵을 포기하고 성서적인 근거가 없는 '악마의 작물' 을 식탁에 올리는 일은 결코 쉽지 않았다. 그들에게 있어서 빵이란 그냥 평범한 음식의 한 종류가 아니었기 때문이다. 로마시대부터 먹었었던 일용할 양식의 대표주자인 빵은 출애굽기 등 성경에도 자주 등장하는데, 특히 최후의 만찬에서 사용된 이후에 빵은 구세주의 육체로서 종교적으로 볼 때 성령의 음식이었다. 육신의 건강과 생명을 연장시켜주며 영혼까지 치유해주는 역할을 빵이 한다고 암암리에 생각하고 있었다. 부귀의 상징이었던 흰 빵은 가난한 이들에게는 갈망의 대상이었고 안식일 미사 중 성체성사때나 맛 볼 수 있었다. 신령한 빵을 만들기 위해 경작하던 밀밭에 감자를 심는 작물전환은 영혼의 구원을 포기한다는 의미가 될 수도 있었다. 그러나 연이은 기근이 고정관념을 깨고 감자를 식품으로 받아들일 수 밖에 없도록 만들었다.
감자는 좋은 가축 사료였기 때문에 돼지 사육량이 증가하여 유럽인들의 고기 섭취량을 늘려주었다. 종전에는 겨울이 다가오면 가장 부담이 되는 가축이 돼지였다. 개는 사냥에 쓸모가 있었고 말은 운송과 군사용, 소는 농경에 필요한데다 우유까지 제공했다. 하지만 돼지는 먹기만 했고, 특히 잡식성이라 사람과 먹이 경쟁을 벌이는 가축으로 겨울만 되면 돼지 사료가 절대적으로 부족했다. 소나 말은 건초를 준비하면 되지만 돼지는 달랐다. 그래서 추워지기 전에 번식용을 제외하고는 전략적 차원에서 도축하여 베이컨, 소세지 등을 만들어 훈제나 염장을 해서 저장해 두었다가 겨울양식으로 사용했다. 겨울철 사료가 부족한 관계로 상당수를 도축할 수 밖에 없었기 때문에 사육 두수를 늘리는데 한계가 있었다. 그러나 저장성이 뛰어난 감자 덕분에 계절에 상관없이 돼지 사육이 보편화되어 사육두수를 증가시킬 수 있게 되었고 유럽인들의 동물성 단백질 섭취량이 늘어나게 되었다. 아울러 사료로써 유용성 때문에 식용치 않는 지역에서도 재배 명맥을 이어갔고 훗날 식용전환시 신속하게 재배농가에 감자가 보급될 수 있었다.

## 보급

### 아일랜드

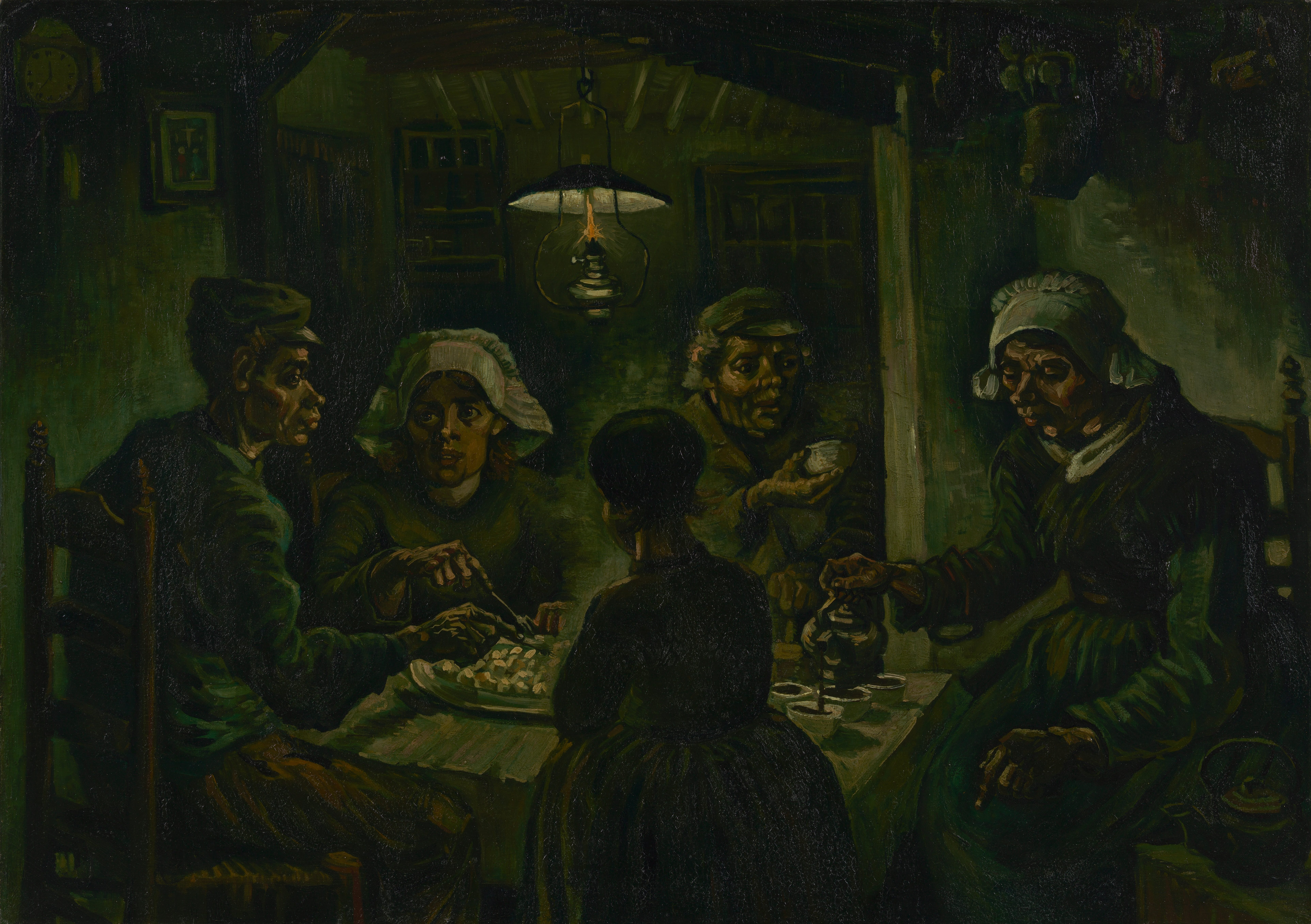
감자먹는 사람들(고호)

영국을 통하여 감자가 전래된 후 17세기 초반에 유럽에서는 가장 먼저 감자를 식품으로 받아들여 주식으로 삼았다. 이는 16세기 중반 영국의 헨리 8세 시기부터 아일랜드에 대한 식민지 지배력을 강화해 나갔는데, 이때 영국이 아일랜드인들을 영세 소작농으로 전락시킨 후 곡물 수탈정책을 실시하자 식량이 부족해짐에 따라 취한 불가피한 선택이었다. 영양상태가 좋아지자 아일랜드의 인구가 급격히 늘어났다. 또한 점차 감자 재배면적은 늘어났는데 이는 감자가 타 작물에 비해 단위면적당 수확량이 월등히 높았으며, 아일랜드 같은 척박한 환경하에서 매우 적합한 작물이었기 때문이다. 18세기에 감자는 이미 아일랜드인들의 주식으로 자리잡았는데, 불행하게도 감자라는 단일작물에 대한 의존도가 너무 높았던 탓에 19세기 중반들어 감자 흉작으로 인해 아일랜드 대기근이라는 혹독한 시련을 겪기도 했다. 오늘날에도 아일랜드는 여전히 감자를 많이 먹고 있으며, 감자를 주식으로 하고 감자반찬을 먹는다는 말이 있을 정도로 다양한 감자요리가 존재한다.

### 독일

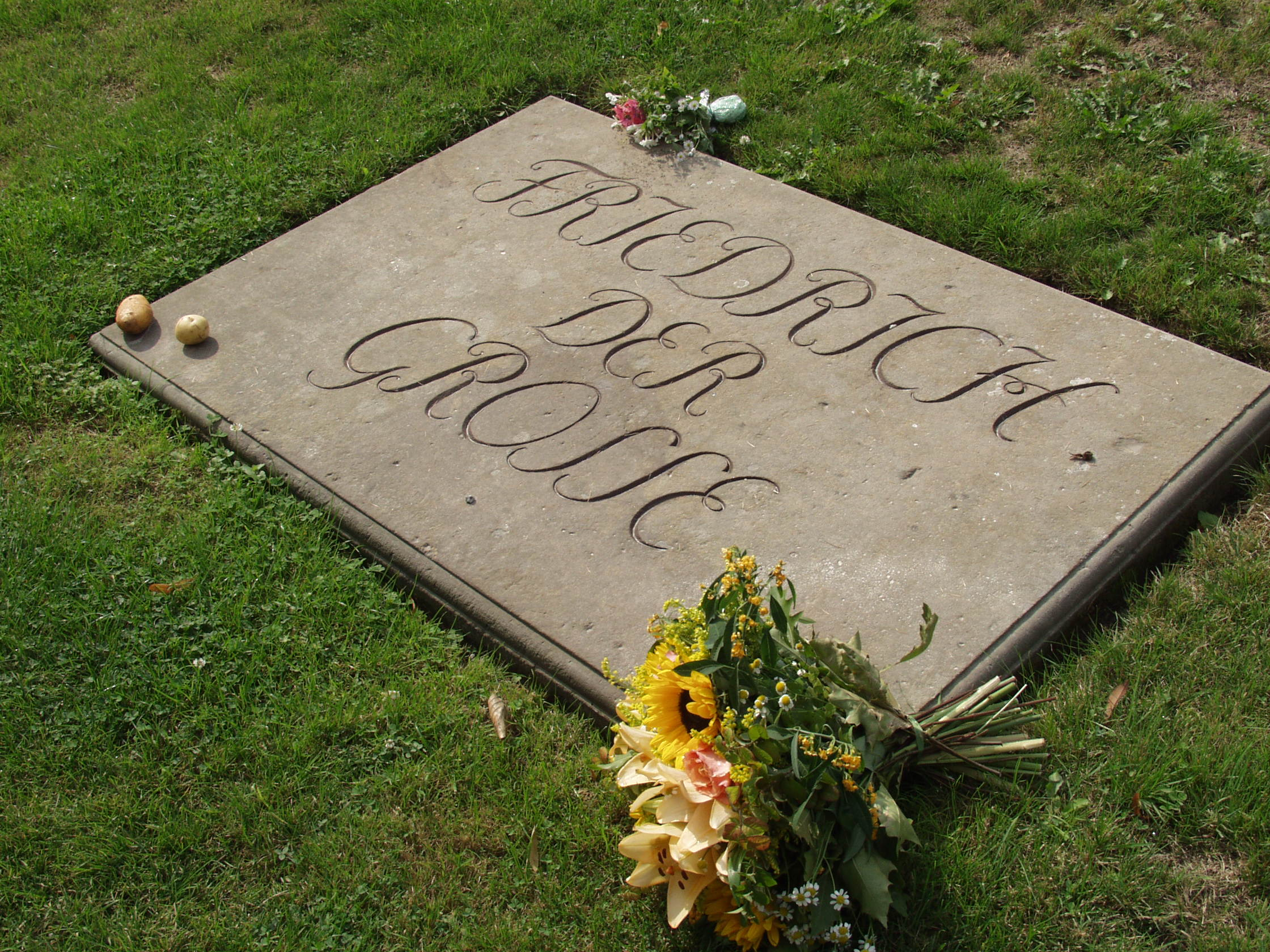
감자가 올려져 있는 프리드리히 2세의 무덤

스페인의 남미개척에 참여했던 이탈리아 출신 선원들에 의해 이탈리아로 감자가 전해진 후 독일로 전래되었다. 당시 이탈리아의 밀라노와 나폴리 그리고 독일을 통치하던 왕가는 합스부르크였기 때문에 자연스럽게 이어진 것으로 추측된다. 독일에서의 감자에 대한 거부감은 크게 다를 것이 없었다. 하인들 중에 감자를 먹느니 차라리 주인을 바꾸겠다는 말을 할 정도였다. 30년전쟁(1618~48)에 독일지역으로 참전했던 스페인 용병들이 말 사료로 쓰던 감자를 군량미가 떨어지자 먹곤 했다. 배를 곯던 독일 농민들이 이를 얻어먹으며 점차 식품으로 받아들인 후 조금씩 재배가 시작됐다.
그러던 것이 여러 전쟁을 거치면서 감자가 구황작물로 유용하다는 사실을 알게 된 프로이센의 국왕 프리드리히 2세(재위 1740~86)는 적극적으로 감자 재배와 섭취를 장려하였다. 농경조건이 척박했던 독일지역은 자주 기근에 시달렸는데 감자 덕분에 굶주림을 면하게 되었다. 독일인들은 프리드리히 2세가 고질적인 기근문제를 해결해준 것을 그가 이룬 군사적 업적보다 더 높게 평가하고 있다. 그래서 프리드리히 2세를 '감자대왕' 이라 부르고 그의 묘지를 방문할 때는 감자를 올려놓고 오기도 한다. 2차대전으로 혹독한 시련을 경험한 프랑스는 독일인들의 체력의 원천은 주식인 감자에 있다고 결론짓고 프랑스인의 감자 섭취를 권장했다는 설이 있을 정도로 독일의 감자 소비량은 유럽의 다른 국가들보다 월등히 앞서고 있다. 또한, 독일하면 맥주, 소시지와 함께 감자가 떠오를 정도로 감자는 빵과 더불어 독일인의 주식에 속한다.

### 프랑스

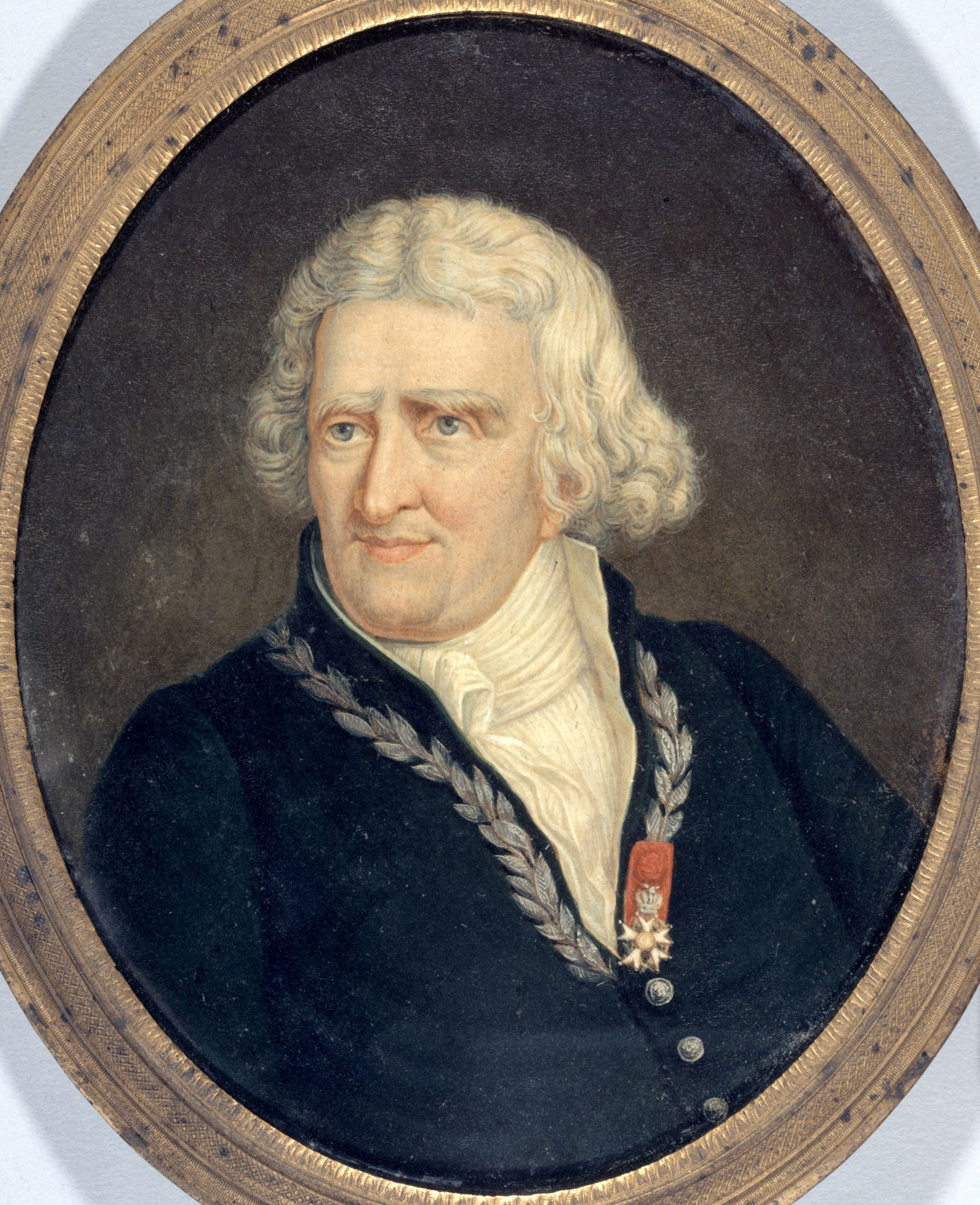
파르망티에 (1737~1813)

17세기 초반에 농학자 올리비에 드 세르(1539-1619)가 감자를 소개한바가 있으나 프랑스 사회에서의 감자에 대한 거부감은 매우 컸다. 감자가 나병을 퍼뜨린다며 재배 자체를 1748년부터 법으로 금지할 정도였다. 이런 감자를 식품으로 널리 보급하는데 기여한 이는 농경 학자였던 앙투안 파르망티에였다. 그는 7년 전쟁(1756~63)에 참전했다가 독일에서 포로생활을 하던 중에 감자를 주식으로 먹는 경험을 하게 되었는데, 걱정과 달리 양호한 건강상태를 유지할 수 있게 되면서 감자의 우수성을 알게 되었다. 그래서 1763년, 귀국후에 감자에 대한 연구와 보급에 앞장섰다.
초기에는 어려움이 많았으나 감자의 우수성을 알리는 연구결과도 발표하고, 궁중연회에 감자요리를 소개했을 뿐만 아니라 시식회도 여러차례 개최하는 등의 노력 끝에 1772년에는 파리 약학청으로부터 식용작물로 인정받았고, 재배금지법도 폐지시키기에 이르렀다. 아울러 왕궁에서의 관상용 재배와 왕비 마리 앙투아네트의 모자장식으로 감자 꽃 사용을 이끌어내며 감자에 대한 이미지를 개선해 나갔다. 그의 노력이 여러 결실을 거두며 프랑스 사회가 감자를 식품으로 받아들이게 된 시점은 1785년에 흉작으로 기근이 발생했을 때부터 였으며, 프랑스 대혁명 후에 식량부족 문제에 봉착하자 감자 식용문화는 프랑스 전역으로 퍼져 나갔다. 1794년에는 메리고(Mérigot)라는 여성이 오로지 감자만을 주재료로 삼은 31가지 요리를 소개하는 요리책이 출판되기도 했다.
2차세계대전 당시 혹독한 시련을 겪은 프랑스는 감자를 주식으로 한 독일 국민이 체력적으로 더 우세하게 됐다는 결론을 내리고 정부차원에서 감자섭취를 장려했다는 설이 있을 정도로 현대 프랑스인들은 감자를 많이 먹는다. 연간 1인당 감자소비량은 125㎏이나 된다. 이는 감자대국인 미국인들의 1인당 연간 소비량의 2배를 넘는 양이다.

### 영국

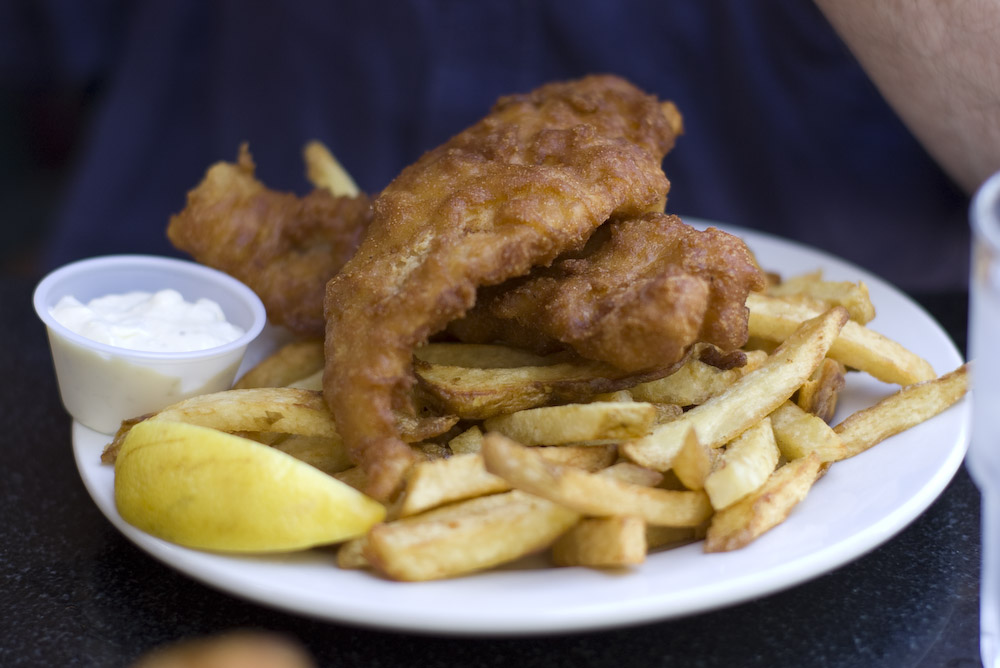
피시앤칩스

영국은 스페인을 거치지 않고 16세기 후반에 중남미 지역으로부터 월터 롤리 경이 직접 감자를 들여왔다는 설이 있다. 또한 영국은 다른 유럽 지역과는 달리 가장 늦은 19세기 중반이후가 되서야 감자를 식품으로 받아들였다. 영국인들은 그간 아일랜드가 감자를 주식으로 삼자 '돼지 사료를 먹는 미개하고 지저분한 민족' 이라고 비난을 퍼부었었다. 이는 16세기에 단행된 종교개혁(1534년)으로 아일랜드인들의 종교인 카톨릭에 대한 탄압과 멸시 그리고 반교황주의와 식민지 지배 민족으로서의 우월감에 입각한 발언이었다. 1765년에 벌어진 선거에서는 "감자는 가라. 교황주의자도 가라"는 구호를 외치며 카톨릭 교도였던 경쟁자를 비방하며 감자를 정치도구로 삼기도 했다. 그러나 산업혁명이후 도시로 인구가 몰려들고 인구증가와 더불어 19세기 들어 발생한 기근으로 식량이 부족해지자 점차 감자를 식품으로 받아들일 수 밖에 없었다.
1860년경에 조셉 말린(Joseph Malin)이 런던에서 흰살 생선과 감자칩을 함께 튀겨서 저렴한 가격에 팔았는데, 이 튀김 요리는 폭발적인 인기를 끌며 영국전역으로 퍼져 나갔다. 피시앤칩스라 불리우게 된 이 패스트 푸드는 칼로리가 높아 그 당시 힘든 육체노동을 하던 가난한 노동자들에게 아주 적합한 음식이었던 것이다. 한편, 1차대전이 발생하여 노동력이 감소하고 공습으로 작물피해가 증가하자 영국왕실은 버킹검 궁전 앞에 잔듸를 걷어낸후 감자와 채소들을 심어 모범을 보이며 전 영국인들에게 개인 채원 만들기와 감자재배를 권장했다. 영국 교회(성공회)도 특별조례를 통해 안식일인 일요일에도 일을 할 수 있도록 하였다. 이런 일은 1930년대 경제대공황이나 2차세계대전시에도 반복되었고 감자는 구황작물로써의 역할을 감당해냈다. 2차대전 당시에 처칠이 피시앤칩스를 '좋은 반려자'라는 말을 했을 정도로 영국인들의 지치고 불안한 마음을 달래주는 컴포트 푸드(comfort food)였으며, 오늘날 피시앤칩스는 영국의 대표음식에 속한다.

### 미국

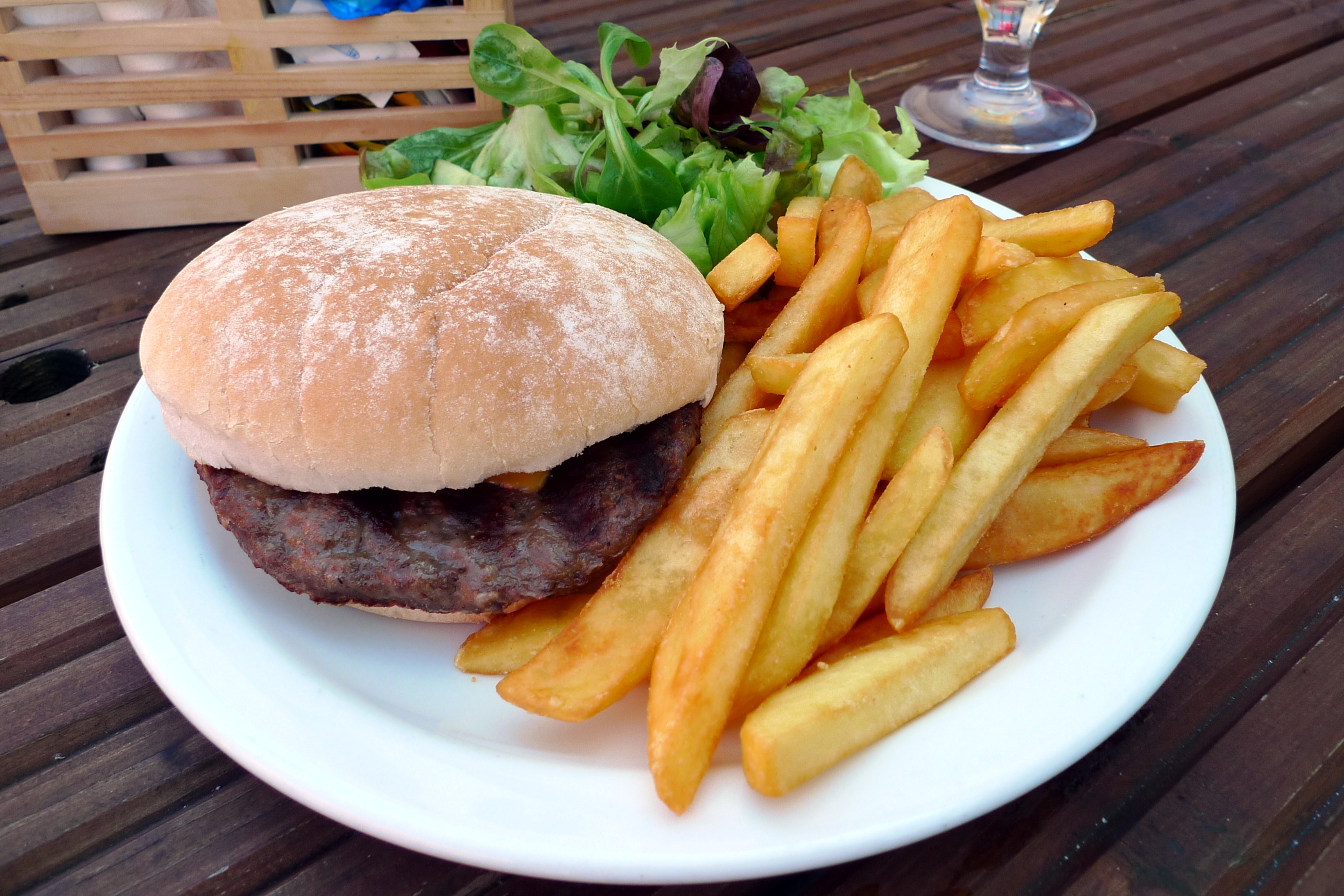
햄버거와 프렌치 프라이

맥도날드, 버거킹으로 대변되는 패스트 푸드의 나라인 미국에 감자가 전래된 시기는 메이플라워호를 타고 건너가 서부를 개척한 17세기 전반기로 추정된다. 백달러 지폐의 주인공인 벤저민 프랭클린(1706~90)이 파리에서 외교관으로 활동할 때 감자요리를 접했다는 이야기가 있는데, 파르망티에가 개최한 연회에 자주 참석했던 것 같다. 벤저민 프랭클린의 후임으로 미국 초대 주프랑스 대사를 지낸 토머스 제퍼슨은 파리에서 먹었던 감자튀김을 미국 대통령이 된 후 1802년 백악관에서 소개했는데, 프랑스식 감자튀김이라고 표현한 것이 프렌치 프라이(French Fries)라는 이름의 유래가 되었으며, 방문객들에게 대접하면서 점차 미국인들이 감자를 식품으로 받아들이게 되었다
아일랜드 대기근(1845~52) 발생하여 북미대륙으로 수차례 집단이주한 아일랜드인들은 새로운 터전에 감자를 심기 시작했다. 그들로 인해 감자는 미국 땅에 식품으로 온전히 정착하게 되었다. 미국에서 감자를 아이리시 감자(irish potato)라고도 부르는데 바로 이러한 역사에 기인한다. 20세기 들어 세계대전을 치루며 곡물생산량이 급감하자 정부차원에서 감자를 홍보하고 재배를 장려한 결과, 미국인들의 감자 소비량은 크게 증가하였다. 이로 인해 전후에도 미국인의 식탁에서 햄버거, 스테이크, 치킨과 함께 빠지지 않고 오르는 음식의 반열에 감자튀김(French Fries)도 이름을 올리게 되었다.
미국은 다인종 다민족 국가이자 이민자로 이루어진 나라인 만큼 전세계 각국의 다양한 감자요리를 맛볼 수 있다. 1인당 연간 62㎏정도를 소비하며 25% 정도가 생감자이고, 포테이토칩용 11%, 튀김용의 냉동감자가 35%를 차지한다. 생산량은 연간 약 2천만톤으로 세계 5위이며 아이다호(Idaho)주에서 가장 많이 생산되어 ‘감자의 주’라는 별명을 가지고 있다. 미국인들이 가장 선호하는 감자는 러셋감자(russet potato : 흰감자의 한 종류)로 미국에서 생산되는 감자의 50% 이상을 차지한다. 이 있을 정도다.

### 벨기에

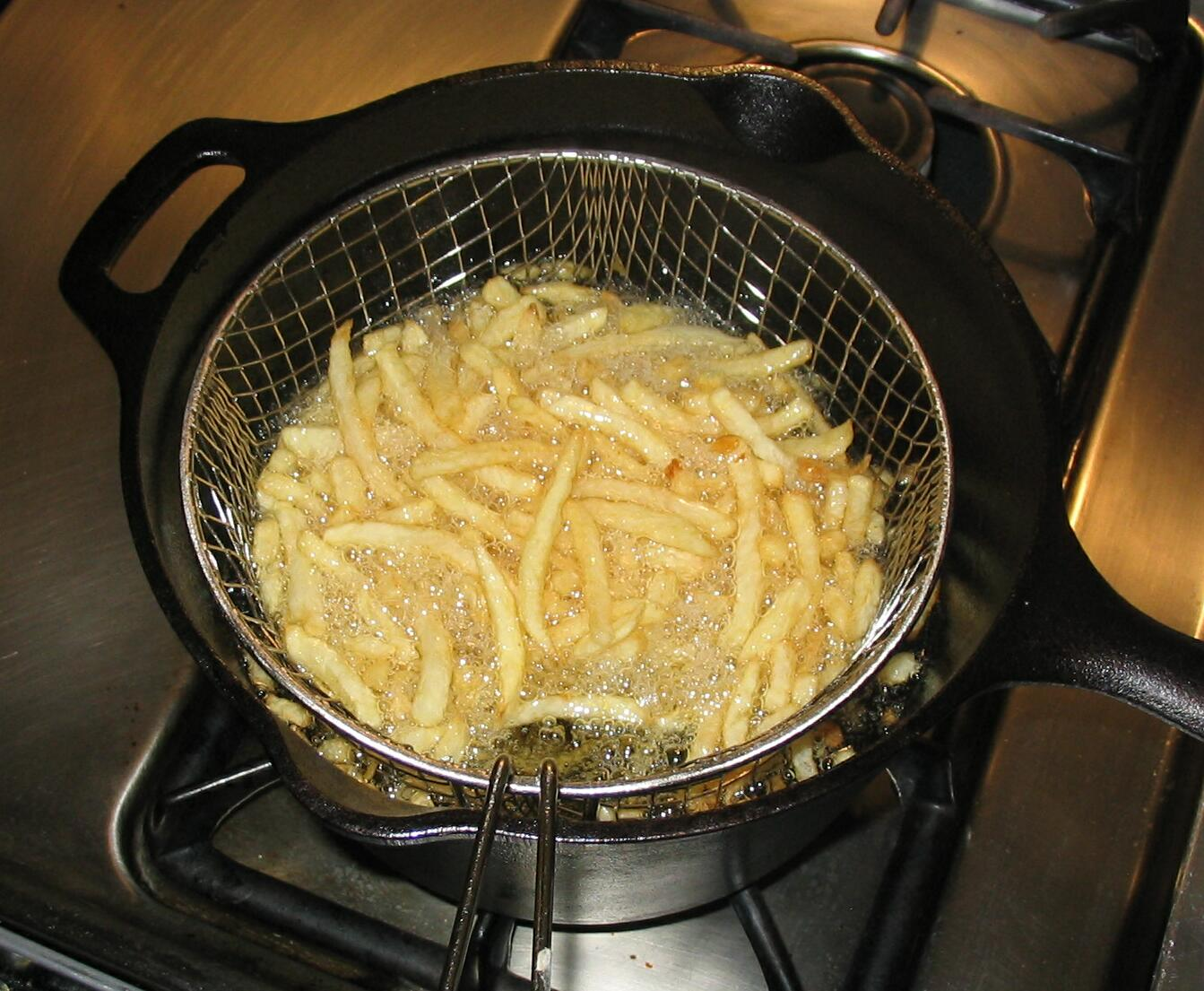
감자 튀김 만들기

스페인의 식민지였던 벨기에와 네덜란드에는 16세기경에 감자가 전래된 것으로 추정된다. 벨기에에 있는 감자튀김 박물관(Frietmuseum) 측의 주장에 의하면, 스페인 테레사 수녀(1515~1582)가 개발한 감자튀김 요리가 벨기에 지역에 전래되어 보편화 되었다고 한다. 또한 벨기에의 역사학자 조 제라르(Jo Gerard) 역시 1680년대 벨기에의 뫼즈강 유역에서 작은 생선을 튀겨 먹는 풍습이 있었는데, 강물이 얼어 붙어 물고기를 잡을 수 없게 되면 물고기 대신에 감자를 길게 썰어 튀겨 먹었다고 한다. 점진적으로 감자를 식품으로 받아들인 벨기에는 현재 1인당 감자튀김 섭취량이 가장 많은 유럽 국가로 알려져 있다.
감자튀김에 대한 벨기에인들의 자부심은 남다르다. 지역마다 감자튀김 전문점이 있으며, 집집마다 비법 레시피가 존재할 정도다. 특히 감자튀김은 자국에서 유래되었다고 주장하며 프랑스와는 원조논쟁을 벌리고 있다. 또한 세계 최대 감자 가공품 수출국 중 하나로 한해 감자 가공식품 생산량이 510만톤이며 이중 90%를 수출하고 있다. 세계 유일에 감자튀김 박물관(네덜란드어 Frietmuseum)도 가지고 있다.

### 중국
중국은 전세계에서 감자를 가장 많이 생산하는 국가다. 그러나 언제, 어떤 경로를 통해서 감자가 전래되었는지에 대한 정확한 자료가 존재하지 않는다. 일부 중국학자들이 명나라 만력제 시대에 유입되었다고 추정하고 있을 뿐이다. 감자에 대한 최초의 기록은 청나라 강희제 때 쓰여진 《송계현 현지 식화, 松溪县县志·食货》라는 책이다. 대만에는 17세기에 네덜란드인에 의해 전래되었으며, 1914년 경부터 본격적으로 재배가 시작되었다.

### 일본
감자의 일본 유래에 대해서는 여러 설이 있지만, 1598년경 네덜란드인에 의해 전래되었다는 것이 정설이다. 자바섬의 자가타라(자카르타의 옛 이름)를 경유하여 나가사키로 전래되었기 때문에 초기에는 '자가타라이모(ジャガタライモ)'로 불리었으나 이것이 단축되어 '자가이모'(ジャガイモ, 감자)로 불리고 있다. 에도 시대 이후, 쌀 재배에 불리한 산간, 한랭지에 보급되어 널리 재배되었기 때문에, 각 지방마다 다양한 이름이 존재하며 품종도 다양하다. 에도 막부 후기인 18세기 말에는 러시아의 영향으로 홋카이도 동북 지방에서 기근을 대비한 작물로 재배되기도 했다.
난학자 다카노 나가히데(高野長英)는 감자 재배를 장려하였다. 또 에도 후기에는 가이국(甲斐国)의 대관이었던 나카이 세이타오가 감자 재배를 장려하여 향화 원년(1801년)에는 야마나시 고후(山梨県甲府市)에서 감자를 재배했다고 『甲駿豆相採薬記』에 기록되어 있다. 또 에도 시대 후기에는 홋카이도의 아이누도 감자를 재배하고 있었다. 간세이 연간, 탐험가 모가미 토쿠나이(最上徳内)가 현재의 도야코쵸 아부다에 씨감자를 반입해, 아이누에게 재배시킨 것이, 홋카이도에서의 감자 전래라고 한다.
본격적으로 재배한 것은 메이지 유신 이후로 홋카이도 개척에 이용되면서 부터이다. '감자판관'이라는 별칭으로 불린 초대 네무로(根室) 현령에 의해 보급되었으며, 가와타 류키치(川田龍) 남작이 영국에서 남작품종(Irish Cobbler)을 도입한 후로 감자 재배가 정착되었다. 처음에는 서양 요리의 식재료로써 수요였지만, 서서히 일본의 가정 요리에도 사용되었다.

### 기타 국가들
7년전쟁(1756~63)때 감자가 군대식량으로 사용되는 것을 지켜본 스웨덴 출신 룸포드 백작이 독일의 포메른 지역에서 감자를 가져가 스웨덴에 보급하였다. 그는 여러 요리법도 고안했으며 지금도 뮌헨에는 그의 이름을 딴 도로가 있으며 '룸포드 퐁 수프' 라는 요리에도 그의 이름이 남아있다.

## 한국

### 전래
감자는 1824년(순조 24)경에 조선에서 산삼(山蔘)을 찾기 위해 숨어 들어온 청나라 사람들이 식량으로 쓰려고 몰래 산간지역에 경작하면서 한반도에 들어온 것으로 알려져 있다. 청나라 심마니들이 식량을 메고 다닐 수 없으니 길목마다 감자를 심어놓고 양식이 떨어지면 사용할 비상식량이었다는 것이다. 이규경이 쓴 《오주연문장전산고》에도 함경도에서 떠도는 말로 "감자가 강을 건넜다"는 말이 있는데 청나라 심마니들이 국경을 넘어 감자를 심는다는 뜻이라고 한다.
또한 순조 28년과 29년 두 해 동안 흉년이 들었는데, 감자종자를 많이 뿌려둔 덕분에 굶어 죽는 것을 면한 사람이 적지 않았다고 한다. 1862년에 쓴 김창한의 〈원저보(圓藷譜)〉에 의하면 순조 32년(1832)에 7월 전라도 해안에 영국 상선  로드 애머스트(Load Amherst)호가 표류했는데, 이 상선에 타고 있던 독일 선교사 귀츨라프(Gutzlaff)가 감자 종자와 한문으로 쓴 재배법을 김창한의 아버지에게 건네주어 재배하기 시작했다고 한다. 예로 부터 칡뿌리, 토란, 도라지, 인삼 등이  식품과 의약재로 이용되어 왔기에 뿌리식물인 감자에 대한 큰 거부감 없었던 것으로 보이며 1900년 이후에 품질이 개선된 외래종이 도입되면서 전국적으로 보급되었다.

### 재배 역사
한반도에서는 특히 강원특별자치도 지역이 감자로 유명한데, 이는 1920년대 초에 강원특별자치도 회양군 난곡면에서 농업연구를 하던 독일인 매그린이 개발한 품종(난곡 1호 ~ 난곡 5호)이 1930년대 강원특별자치도 지역에서 대규모로 재배된 데에서 비롯되었다. 당시 강원특별자치도에는 화전민이 약 35만명으로 도내 인구(약 150만명)의 23%에 달하였는데, 강원특별자치도의 기후조건이 감자를 재배하기에 원활하고 다른 작물에 비해 단위면적당 수확량이 많았기 때문에 쌀을 경작하기 어려웠던 이 지역에서는 화전민을 중심으로 감자가 주식으로 재배되었다. 이후 량강도의 인구가 늘어나면서 북측에서는 강원도의 감자보다 량강도의 감자가 유명해졌다. 1930년경에는 '남작(男爵 Irish Cobbler)'으로 불리는 신품종이 일본을 통해 들어와 보급되며 많이 재배되었다.
한국에서 감자를 본격적으로 재배하기 시작한 시기는 광복후였다. 일제강점기를 거치고 6.25전쟁을 겪으면서 국토가 황폐졌다. 이런 상황에서 당장 먹거리를 확보할 수 있는 대안이 필요했다. 이때 많은 농경학자들이 감자를 추천했는데, 척박한 환경에서도 잘 자라는 감자의 특성 때문이었다.
1975년에 미국에서 육성된 품종인 ‘수미(秀美)’가 도입되었고 현재까지 전체 감자 생산량의 80%를 차지하는 품종으로 자리잡고 있다. 1980년대 중반 이후에는 시설을 활용한 내륙의 겨울 시설재배와 제주도의 가을 재배 수확기가 연장되면서 연중 신선한 감자를 쉽게 접할 수 있게 되었다. 감자는 서늘한 기후를 좋아하고 여름더위와 장마에 약한 탓에 외국처럼 다양한 품종이 재배되지는 못하고 있으나 최근에 품종개발이 이루어져 한국 기후에도 잘 자라는 자주감자, 붉은감자가 농가에 많이 보급될 것으로 보인다.

### 어원
감자는 마령서(馬鈴薯), 북감저(北甘藷)라고도 한다. 마령서(馬鈴薯)라 한 것은 감자를 들어 올렸을 때 말에 달린 방울들이 모여 있는 것 같다고 하여 붙여진 이름이다. ‘감저’(甘藷)란 말은 본래 사탕수수와 고구마를 가리키던 말이었으므로, 고구마가 들어오고 60년 뒤에 한반도에 감자가 들어오자 혼동을 피하고자 '북방에서 온 감저' 라는 뜻으로 북감저(北甘藷)라고 불렀다. 또한 명확히 구분하고자 할 때는 전래된 경로를 기준으로 하여 북쪽에서 전래된 감자는 북저(北藷), 일본을 통해서 남쪽에서 전래된 고구마를 남저(南藷)라 하기도 했다.
영어에서 고구마와 감자가 용어의 혼동이 있었던 것과 마찬가지로 한국어에서도 감자와 고구마의 명칭에 대한 혼동은 한동안 있었다. 예를 들어 1925년에 발표된 김동인의 소설 《감자》에 등장하는 ‘감자’는 오늘날의 고구마를 말한다. 이러던 것이 어느 시기부터 감저나 감자로 불리던 고구마가 고구마로 불리는 것으로 호칭이 굳어지면서 감자는 ‘감자’로 불리게 되었다. 이는 고구마가 쉽게 썩는 성질 때문에 저장성이 떨어지는 데다가 군것질 거리나 별미 정도로 인식된 반면에 감자는 점차 구황작물로 자리잡으면서 양식에 버금가는 대접을 받게 되었기 때문이다.
한글로 감자라고 표기한 최초의 문헌은 1918년에 발행된 《조선농업대전》이다.

## 재배

### 종자 준비

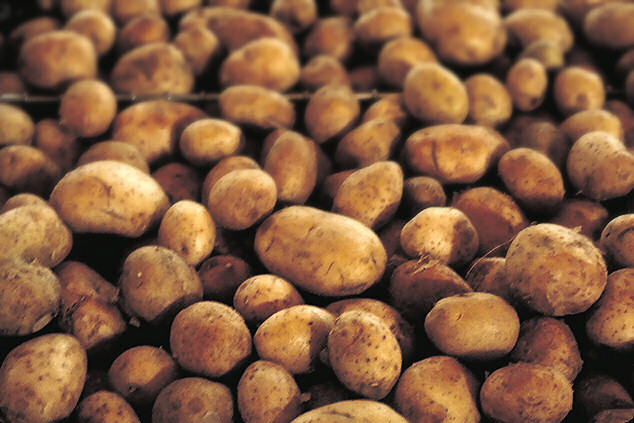
씨감자 준비

되심기를 하는 영양번식작물이므로 해마다 수확량의 일정부분을 저장해 놓았다가 씨감자로 사용하는 것도 가능하지만 병충해 등의 위험성이 크고 보관 관리가 어럽기 때문에 전문업체에서 구입하여 파종하는 것이 좋다. 씨감자로는 고랭지에서 가꾼 것을 쓰는 것이 좋다. 씨감자는 따뜻한 기후에서 생산한 감자를 쓰면 생육이 불량하고 병에 약해 소출이 감소하는 ‘씨감자 퇴화 현상’이 있지만, 서늘한 산간지방이나 바닷바람이 부는 해안지방에서 재배한 감자는 이러한 현상이 적어 씨감자로서 좋다. 그리고 가을감자도 봄감자와 달리 기후가 서늘할 때 재배하기 때문에 봄에 씨감자로 쓰면 좋다.
씨감자는 정부 보급종, 씨감자 주산지의 농협 또는 민간채종회사로부터 구입할 수 있다. 씨감자는 구입한 후 싹틔우기 과정을 거쳐야 하기 때문이 늦어도 파종하기 한 달 전에는 구입하는 것이 좋다. 정부 보급종의 경우 봄에 심을 씨감자는 1~2월에 이장이나 동장을 통하여 신청하면 2~4월에 공급받을 수 있다. 감자 주산지의 농협이나 작목반 또는 민간채종회사로부터 씨감자를 구입할 수도 있는데 구입가격은 보급종보다 다소 비싼편이다.

### 싹 틔우기

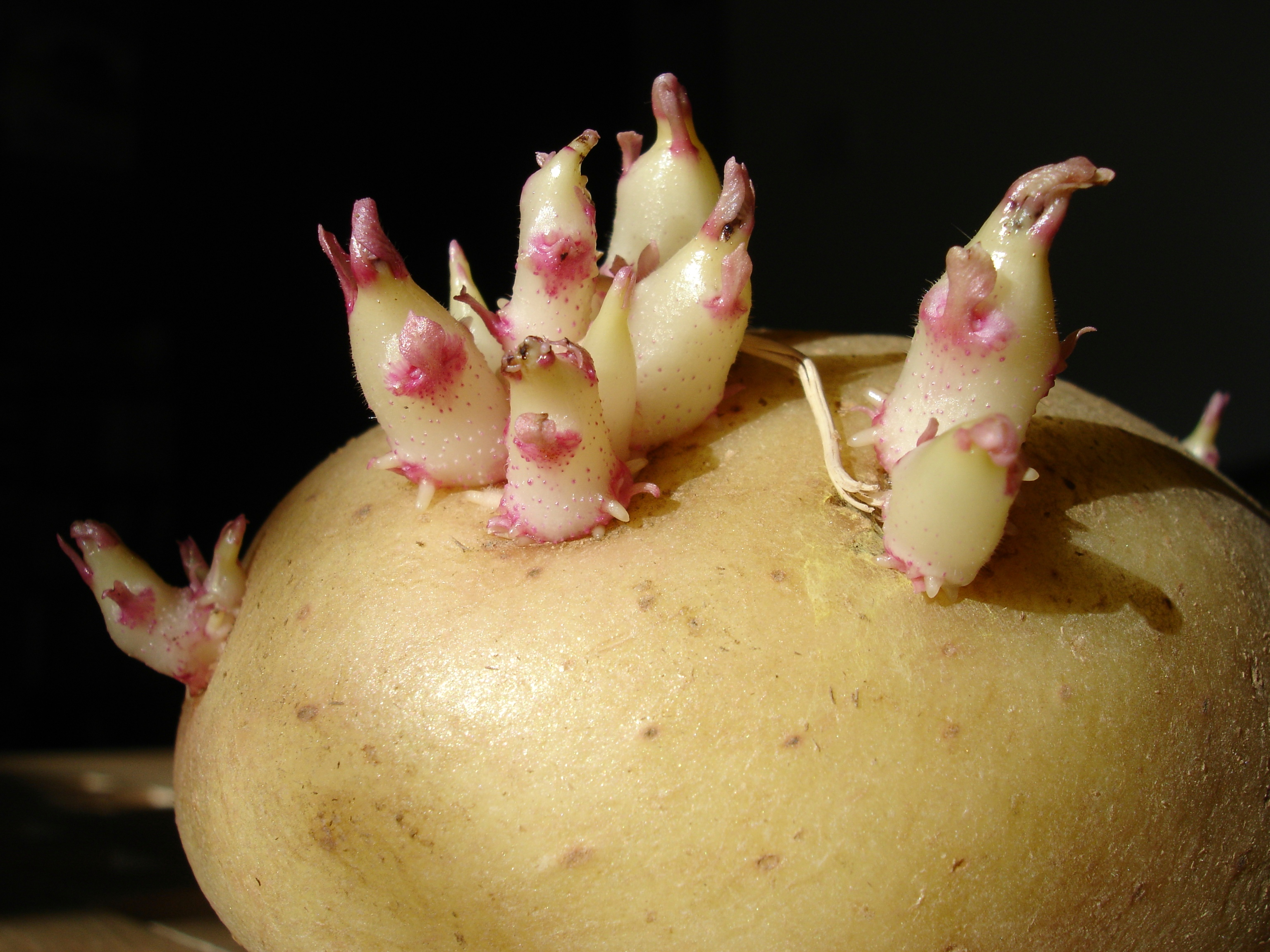
싹이난 감자

감자를 심기 20∼30일 전에 그늘에서 싹 틔운 뒤 심으면 땅 위로 싹이 빨리 올라와 그냥 심었을 때보다 수량을 늘릴 수 있다. 생육 기간을 10∼20일 더 확보할 수 있기 때문이다. 직사광선에 노출되지 않도록 비닐하우스에 30~50% 정도 햇빛 가림망을 치고 바닥에 두꺼운 부직포를 깐 뒤 씨감자를 얇게 펴준다. 2~3일에 한 번씩 위치를 바꿔주어 햇빛을 골고루 받을 수 있게 한다. 적정 온도는 15∼20도로 낮에는 바람이 잘 통하게 하고, 밤에는 얼지 않도록 감자 위에 덮개를 덮어 보온한다. 하루에 한두 번 바닥에 물을 뿌려 80∼90% 정도의 습도를 유지해주면 좋다. 싹 길이는 1cm 내외가 알맞다.

### 재배 방법

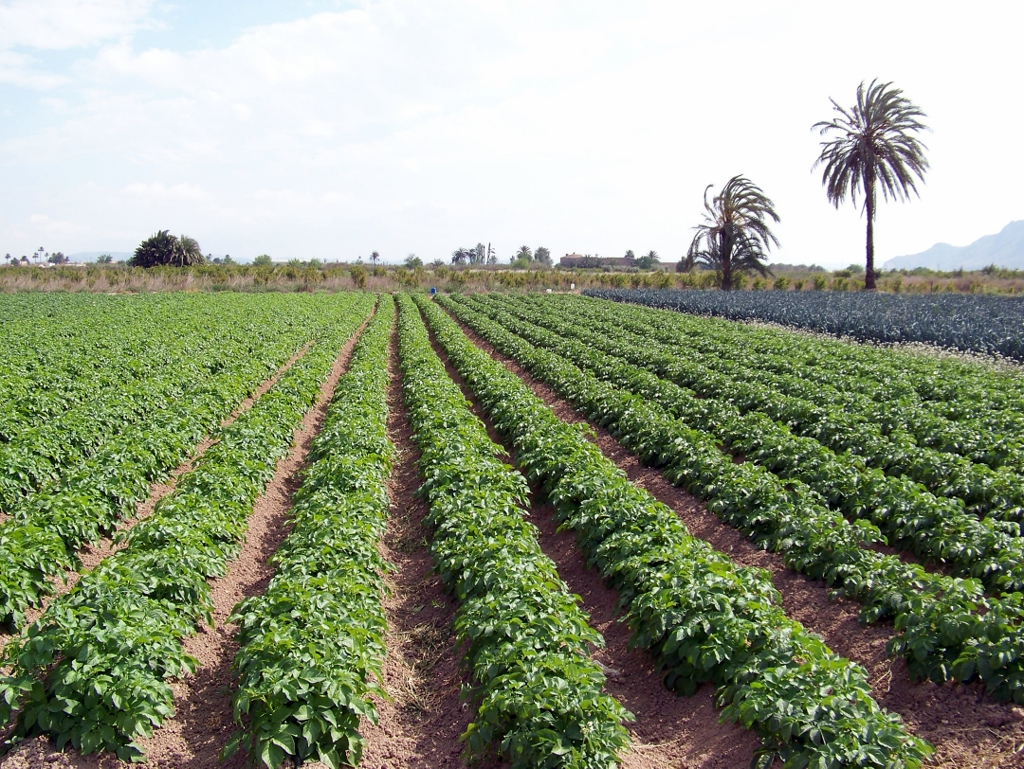
감자 재배

감자는 수확할 때 늦서리 염려가 없도록 가능한 일찍 파종하는 것이 좋다. 예전에는 음력 2월에 파종하였으나, 지금은 모내기 전에 수확하는 논감자는 양력 2월 하순, 남쪽지방의 봄감자는 3월 중순, 경기, 충청 등 중부내륙 지역은 3월 하순, 강원특별자치도 등 고랭지 여름감자는 4월 하순, 남쪽지방의 가을감자는 7월 하순이 파종적기이다. 감자는 비교적 서늘한 기후를 좋아하는데, 자라는 데 가장 알맞은 온도는 20°C쯤이다. 이정도 온도가 90~150일 정도 유지되어야 최상의 감자를 얻을 수 있다.
소독한 칼을 이용하여 씨감자를 싹이 날 눈이 붙어 있는 쪽으로 2～4조각으로 잘라 준비한다. 한쪽당 적당한 무게는 30∼50g 정도이며 두 개 이상의 눈이 들어가도록 한다. 자른 감자를 재에 버무려 심으면 데뎅이병과 검은점박이병을 예방 효과가 있다. 재 대신 농약으로 살균하기도 한다. 물 빠짐이 좋고 햇볕이 잘 드는 밭에 밑거름으로 준 후 60～75센티미터의 이랑을 만들고 파종은 20～30센티미터 간격으로 한다. 파종간격은 품종과 토양의 비옥도 그리고 기후에 따라 다르지만 대체로 산간지방에서는 조밀하게 심고 평지에서는 듬성듬성 심는다. 심을 때는 호미로 심을 곳을 파거나 곡갱이로 골을 타고 씨감자를 넣은 다음 흙을 덮는다. 감자에 기본 양분과 수분이 포함되어 있으므로 파종후 비닐멀칭 정도만 잘 해주었다면 추가로 물을 줄 필요는 없다. 파종하고 싹이 올라오기까지는 보통 한 달 정도 걸리며, 싹이 올라와 잎이 벌어지면 두세 줄기만 남기고 솎아준다. 북주기는 꽃필 무렵에 한다.

### 수확과 저장

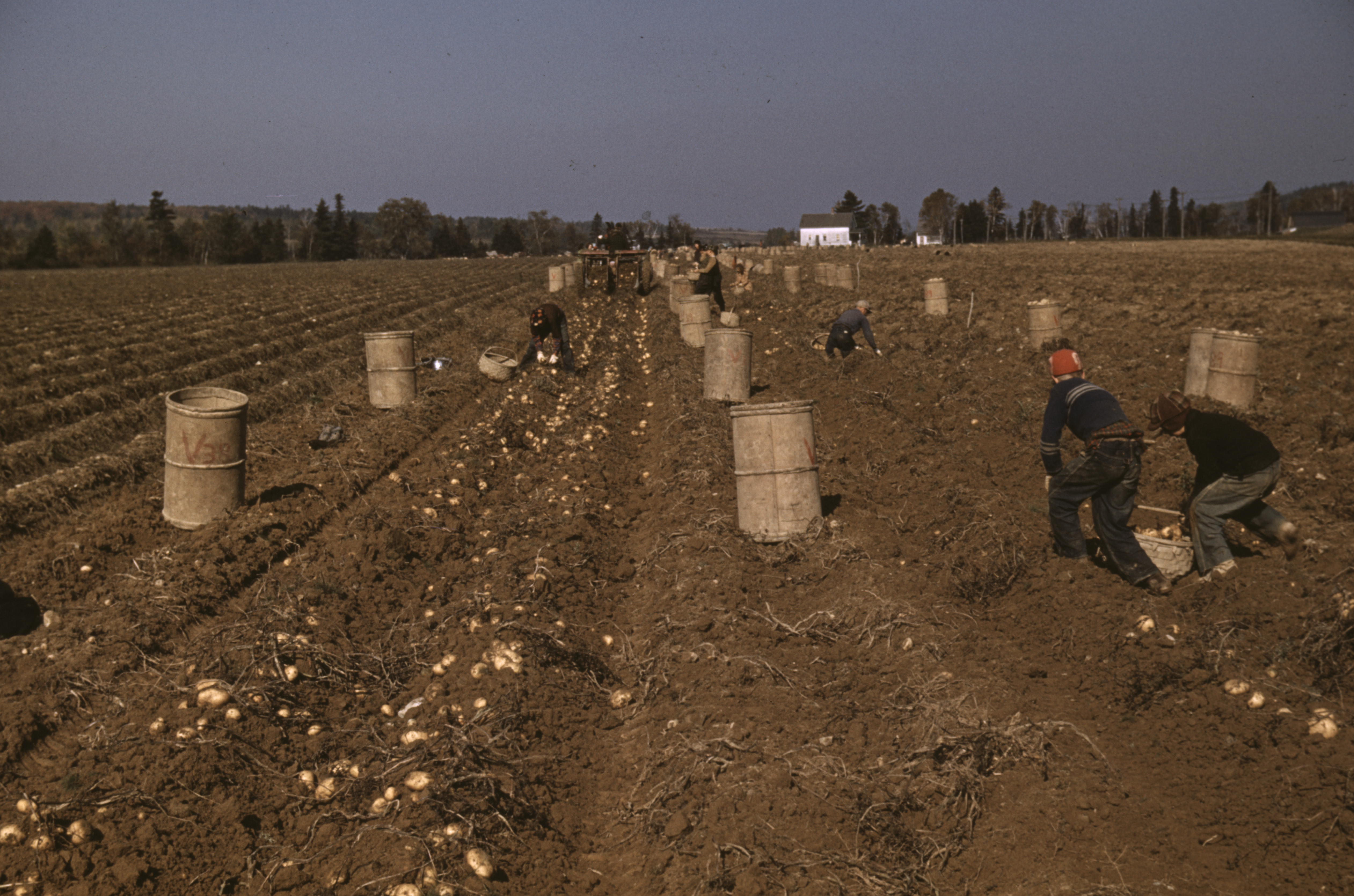
감자 수확

봄에 재배하는 하지감자는 여름 장마를 견디지 못하므로 하지(夏至 6월21일경) 전 후에 반드시 수확을 해야 한다. 잎과 줄기가 누렇게 변할 때 하는 것이 가장 좋은데 지방에 따라 이른 곳은 6월 하순부터 늦은 곳은 8월 상순까지도 하고, 가을감자는 서리가 올 때까지 두었다가 한다. 호미나 괭이로 캐거나 농사가 많은 농가에서는 쟁기를 쓰기도 한다. 보통 통풍이 잘되는 그늘에 펴 널어 한두 달 말린 다음 가마니에 담아 서늘한 곳에 보관하였다가 지하에 움을 만들거나 지하저장고 또는 저온저장고에 저장하면 좋다.

### 주요 병해충

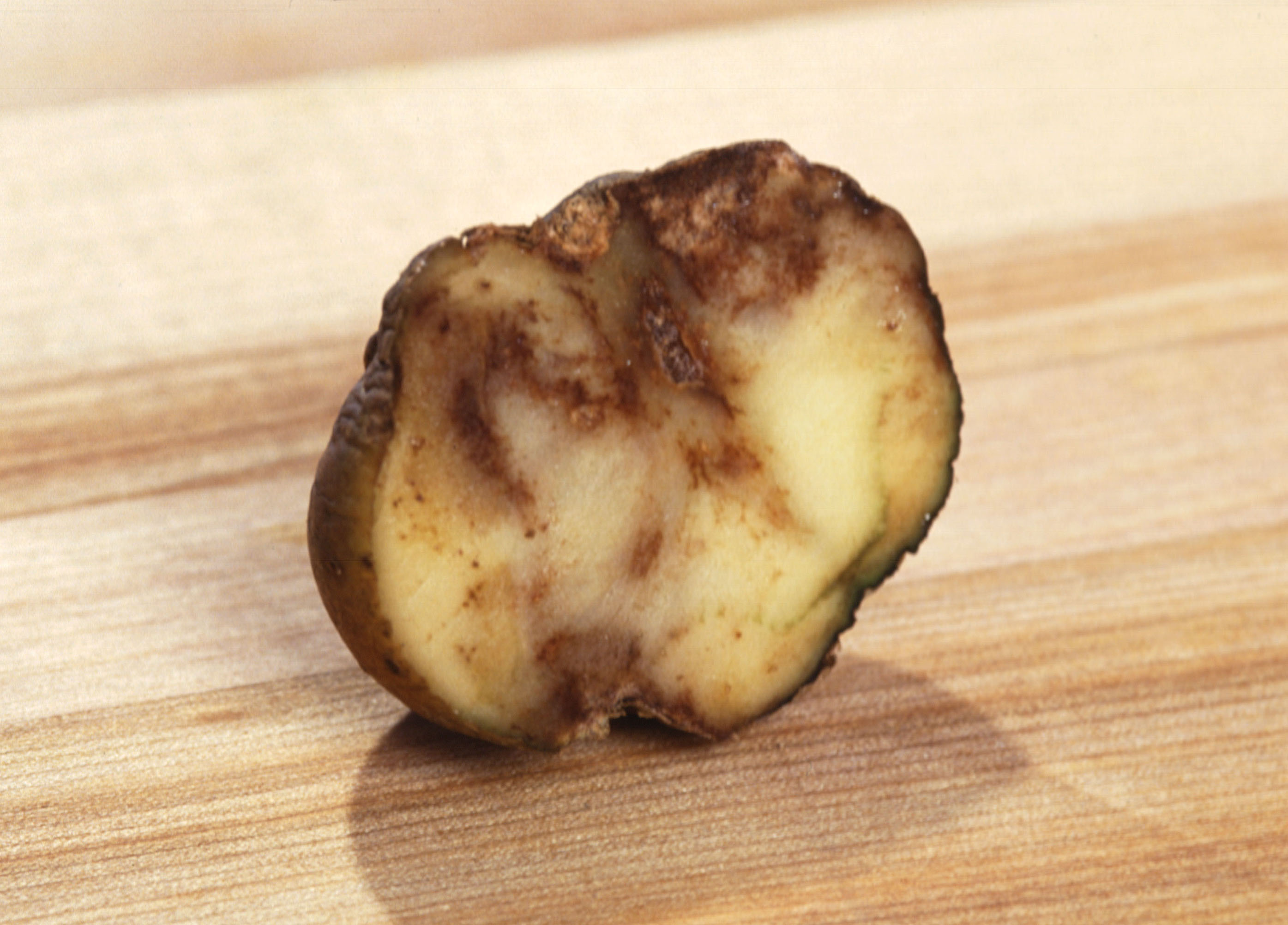
감자역병균으로 인해 본래 모습이 바뀐 감자

역사적으로 중요한 감자역병균은 유럽과 미국에서 진행 중인 문제로 남아 있다. 그 밖의 다른 질병으로는 다음과 같다.
- 감자걀쭉병
- 감자암종병
- 감자시스트선충
- 감자희시스트선충
- 콜로라도잎벌레
- 담배노균병

### 재배 지역

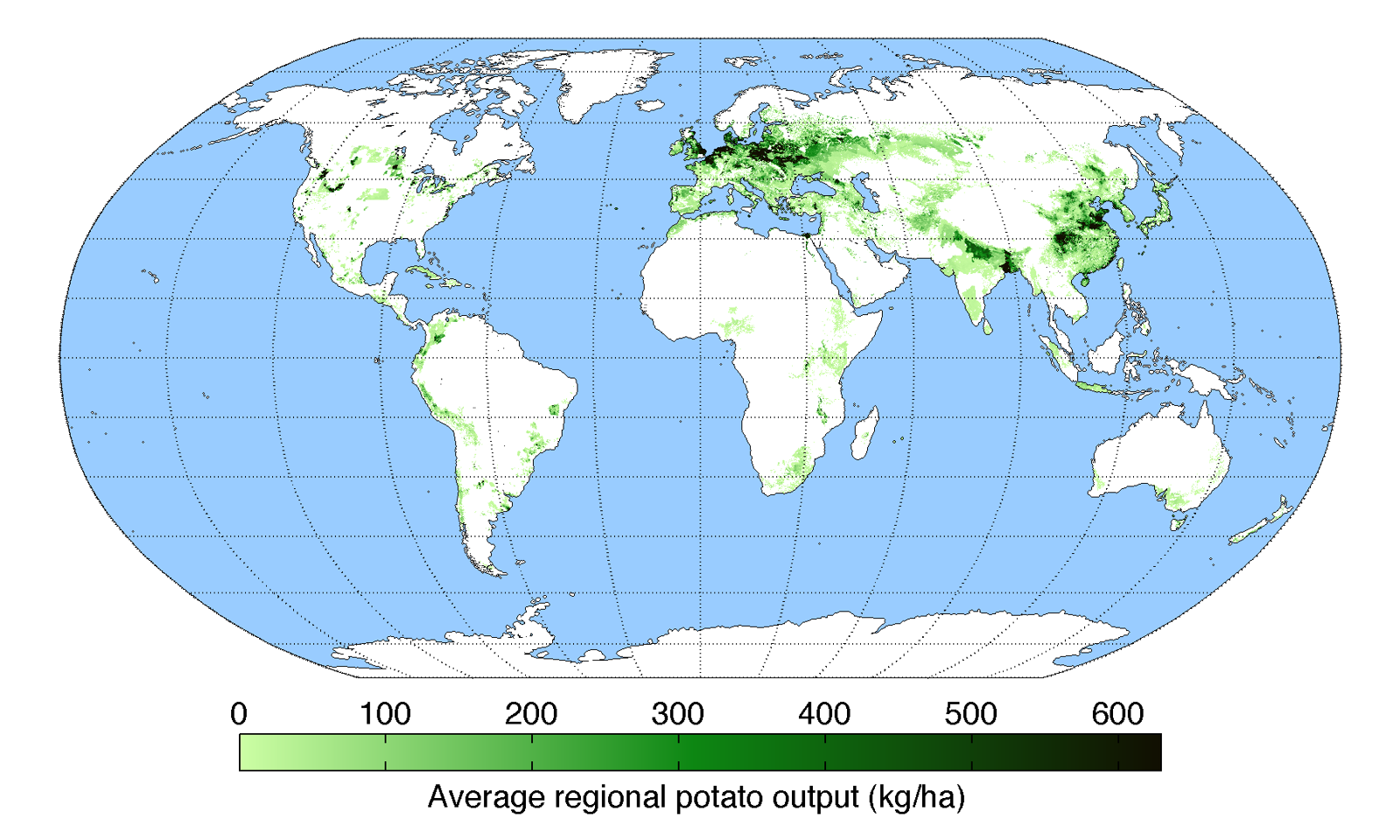
감자 재배 지역 (2008년)

감자는 현재 재배 식물 가운데 가장 환경 적응력이 뛰어난 식물로 알려져 있다. 해안가에서부터 히말라야나 안데스 등 해발 4,000m 이상이 되는 고산지대에서도 재배가 가능하며, 기후지대별로는 아프리카의 사하라 사막에서부터 연중 대부분 눈이 덮여 있는 그린란드에서도 재배하고 있다. 위도상으로 보면 북위 72도, 남위 46도 부근까지 퍼져 있다.
감자는 연작장해가 없는 작물로 봄 감자의 경우에 한국 전역 어디에서나 재배와 수확이 가능하다. 한국에서는 여름장마가 오기전인 하지에 수확하는 봄에 심는 봄감자와 늦가을에 수확하는 가을 감자가 있고, 제주 감자는 1, 2월에 수확하기 때문에 겨울에 신선한 감자를 맛볼 수 있다. 봄감자는 경기 여주, 전북 김제, 전남 보성, 경남 밀양 등에서 많이 재배하고 가을 감자는 강원특별자치도와 제주지역에서 많이 재배하고 있다.
강원특별자치도는 해발 600m 이상의 고랭지이고 일교차도 커서 감자가 크는데 좋은 환경을 가지고 있다. 이곳 감자는 9월 중순에서 말쯤 출하된다. 제주도는 강원특별자치도 다음으로 감자 재배가 많은 곳이다. 제주도의 따뜻한 기후를 이용해 가을에 심은 감자를 땅속에 묻어두고 수확을 지연시킨다.

### 생산 현황
| 생산 현황 – 2020년 (단위:백만톤) | 생산 현황 – 2020년 (단위:백만톤) |
| 국가                             | 생산량                           |
| -------------------------------- | -------------------------------- |
| 중국                             | 78.2                             |
| 인도                             | 51.3                             |
| 러시아                           | 22.5                             |
| 전세계                           | 359.1                            |
| 자료 출처 : FAOSTAT              |                                  |

20세기 후반들어 전세계의 감자 생산량은 급격히 증가하였는데, 1960년대 초 3천만톤이던 생산량이 1990년대에 이르러서는 1억톤으로 늘어났다. 2001년도 FAO(유엔식량농업기구) 자료에 의하면 전세계 감자 생산량은 3억톤 정도였으며, 2020년에는 약 3억6천만톤으로 집계되어 금액으로 볼 때 40조원 정도의 시장을 형성하고 있다. 최대 생산국은 중국으로 7천8백만톤, 이는 전세계 총생산량의 22%를 차지한다. 2위는 인도, 3위는 러시아, 4위는 우크라이나, 5위는 미국이 차지하고 있다. 유럽에서의 생산은 줄어드는 추세인데 반해 아시아 지역에서의 생산량이 증가하고 있다. 한국의 경우 매년 약 25,000헥타르(7천6백만평) 땅에서 재배가 이루어지고 있으며,  연간 생산량은 약 70여만톤으로 총생산량 중 강원특별자치도에서 33%, 제주도에서 22%를 재배하고 있으며 전체 생산량의 80%를 점유하고 있는 품종은 '수미감자'이다.

### 외관
높이는 60~100cm이고 독특한 냄새가 난다. 땅 속에 있는 줄기 마디로부터 가는 줄기가 나와 그 끝이 비대해져서 원형 또는 알 모양의 덩이줄기를 형성한다. 덩이줄기에는 오목하게 팬 눈 자국이 나 있고, 그 자국에서는 작고 어린 싹이 돋아난다. 땅위줄기의 단면은 둥글게 모가 져 있다. 잎은 줄기의 각 마디에서 나오는데 대개 3∼4쌍의 작은잎으로 된 겹잎이고 작은 잎 사이에는 다시 작은 조각잎이 붙는다. 6월 경에 잎겨드랑이에서 긴 꽃대가 나와 취산꽃차례를 이루고 지름 2~3cm 되는 별 모양의 5갈래로 얕게 갈라진 엷은 자색 또는 백색 등의 꽃이 핀다. 꽃이 진 뒤에 토마토 유사한 작은 열매가 달린다.

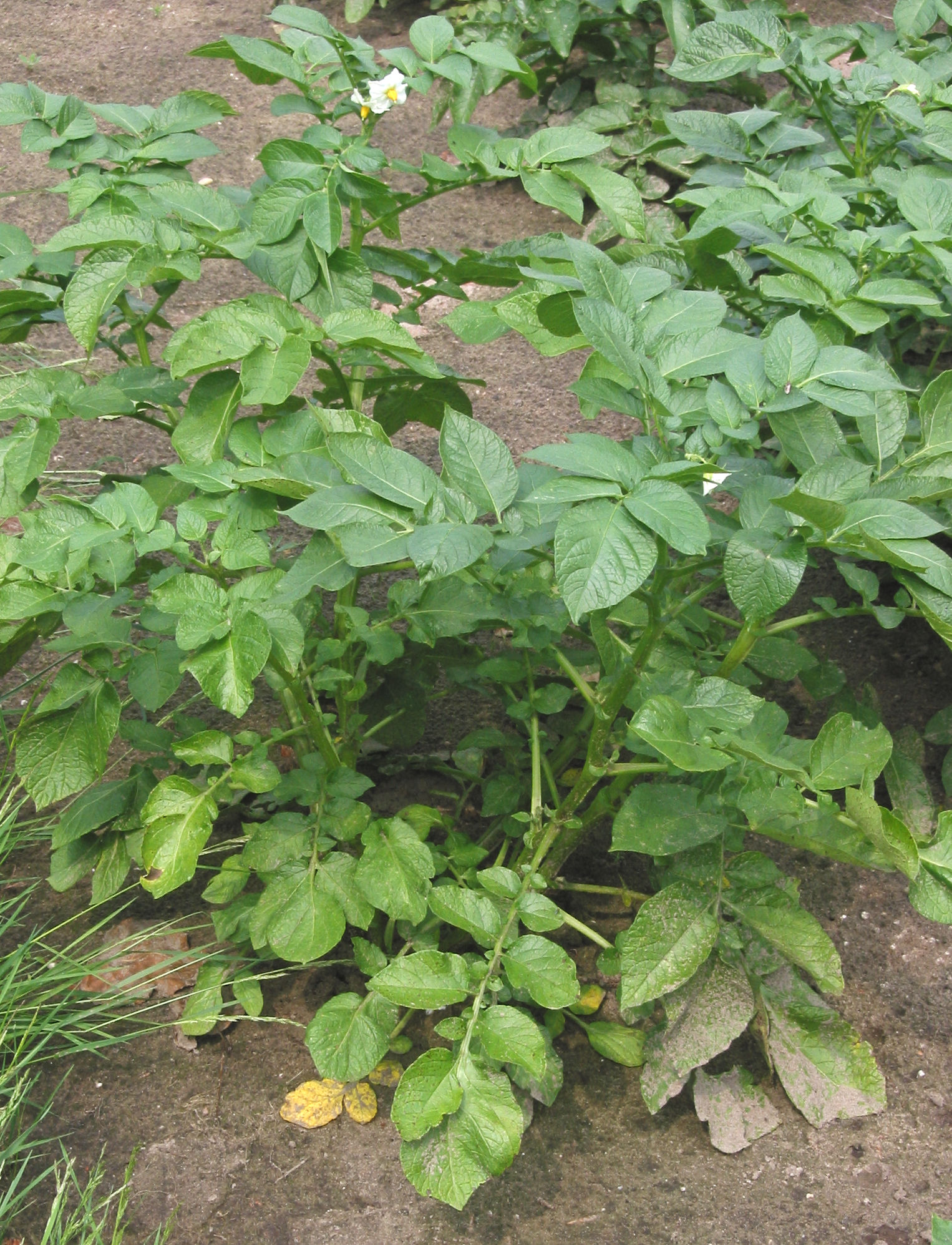
줄기
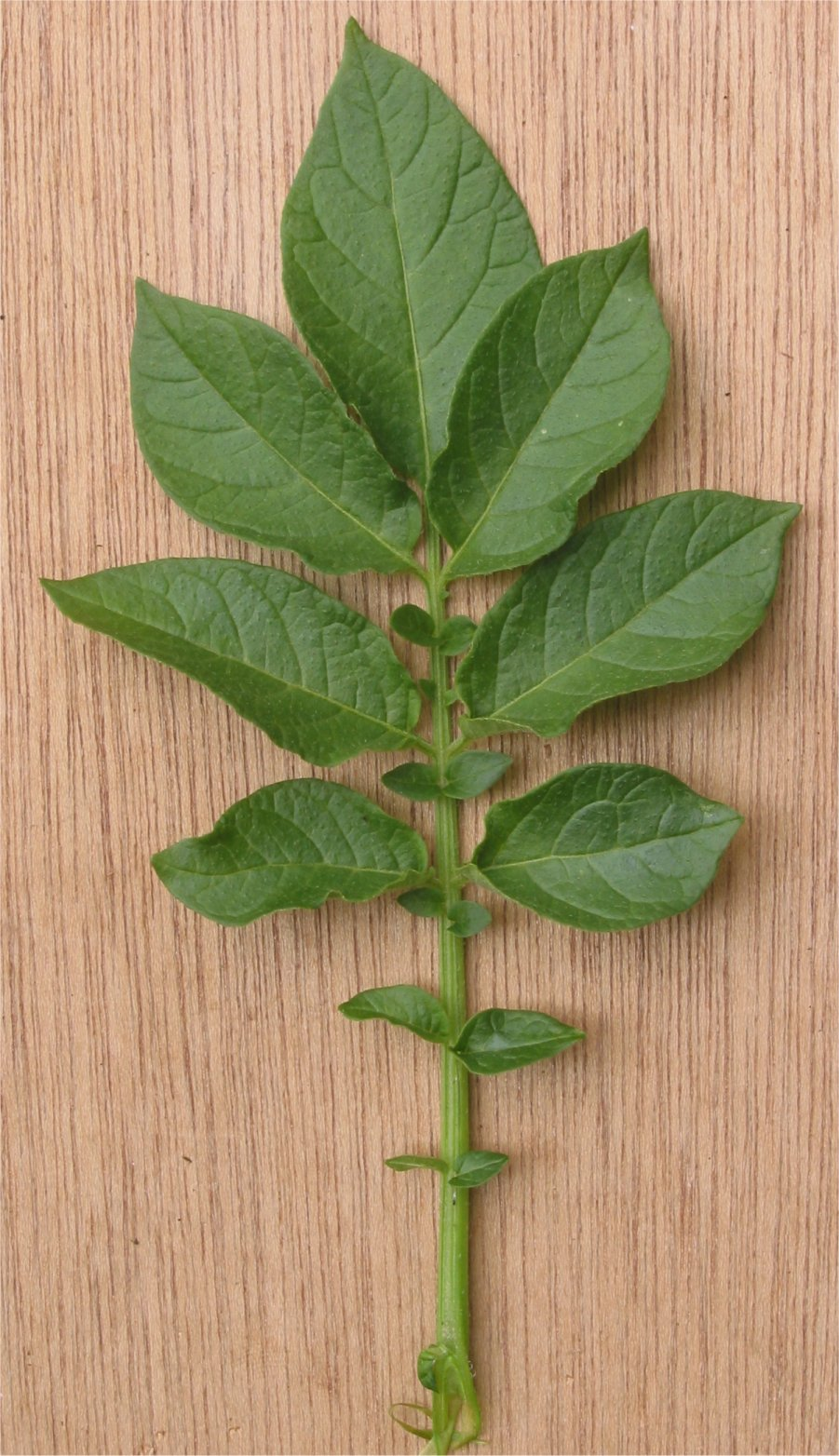
잎
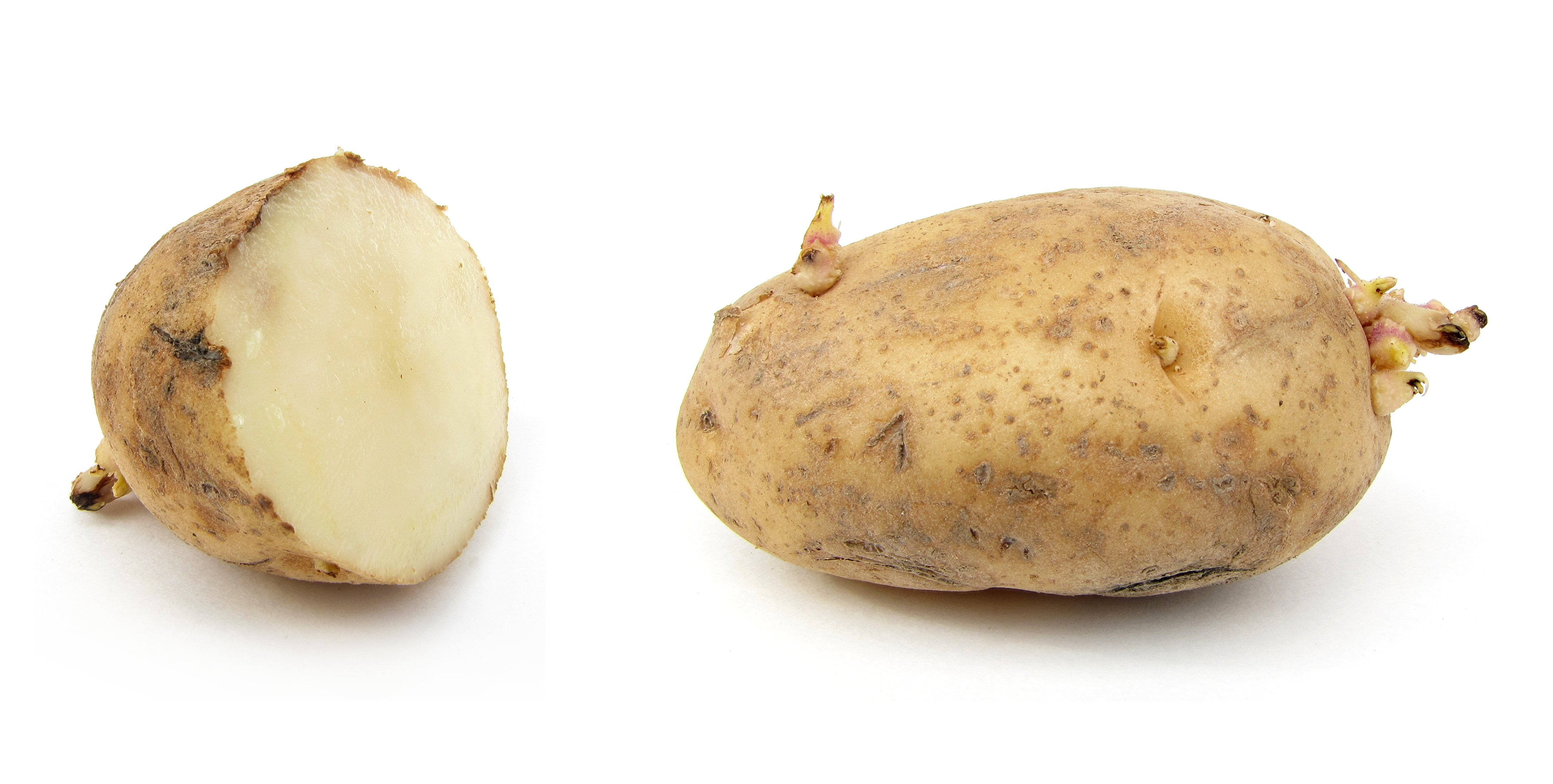
자른 모습
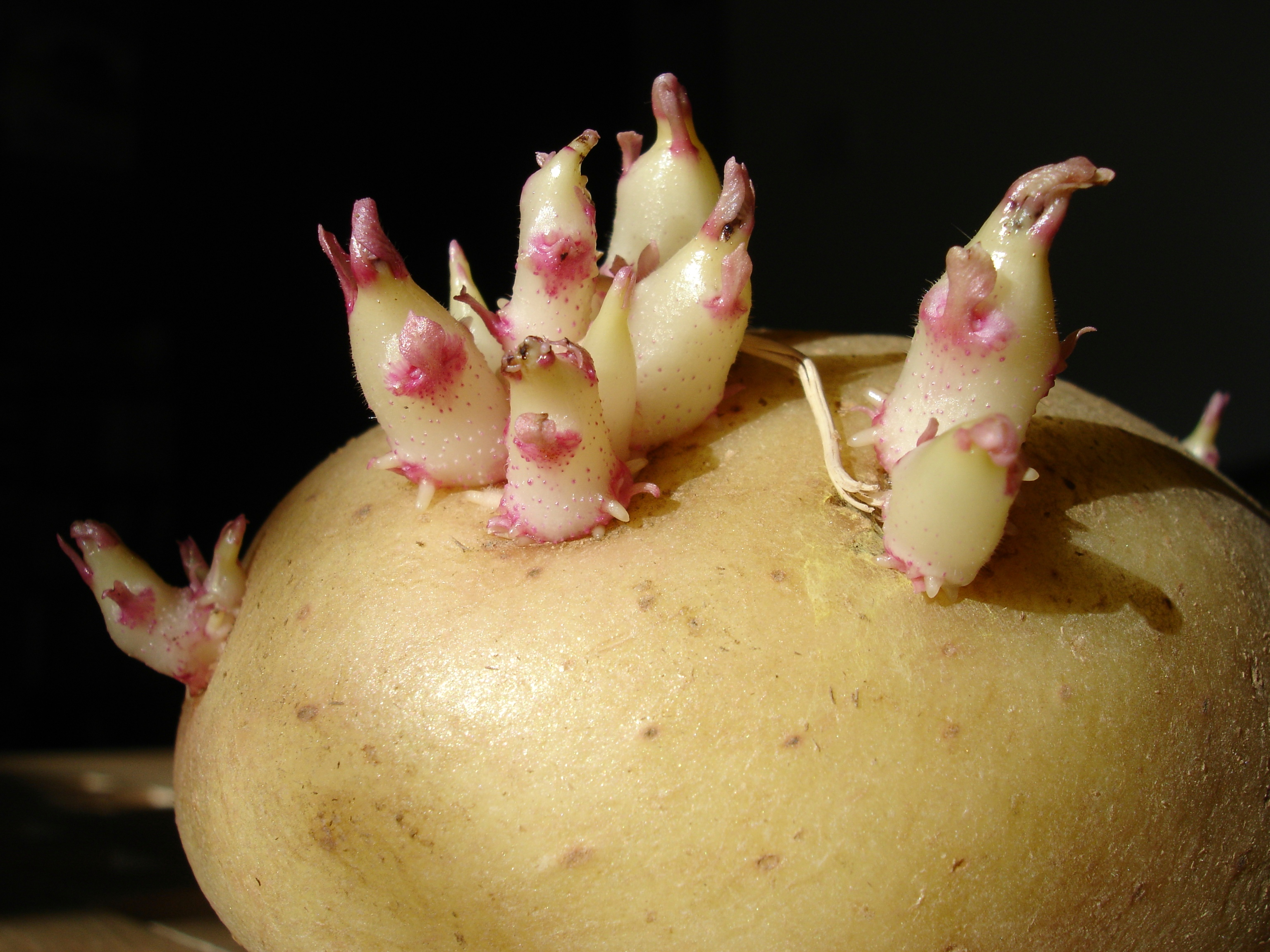
싹
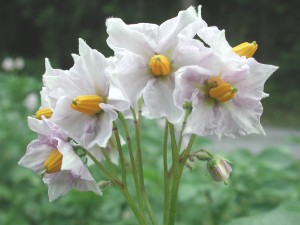
꽃

## 종자 구분

### 씨감자
감자는 되심어야 재배,생산할 수 있는 영양번식작물이다. 따라서 해마다 수확량의 일정부분을 저장해야 한다. 씨감자로 사용될 감자는 가능한 한 각종 병(바이러스, 곰팡이 및 세균병)에 걸리지 않은 깨끗하고 순도가 높은 감자여야 한다. 씨감자는 주로 한지나 고랭지산(産)의 씨감자가 사용하는 것이 좋다. 과거에는 농촌진흥청에서 개발한 품종들을 정부 장려품종으로 지정하여 보급하였지만, 2000년대에 종자산업법이 개정된 이래로는 국립종자원에 품종등록을 하고있다. 감자는 벼, 보리, 콩, 옥수수와 함께 국가품종목록등재 5대 작물로 지정되어 있으며 약 40여 품종이 등록되어 있다. 한국에서는 매년 약 7천6백만평 면적에 감자가 재배되며 이때 대략 5만여톤의 씨감자(종자)가 사용되고 있다. 씨감자는 정부 보급종, 씨감자 주산지의 농협 또는 민간채종회사로부터 구입할 수 있으며 전년도 수확분 중에 별도 저장해 놓았다가 사용하기도 한다.

### 휴면성
감자를 수확 직후에 다시 심으면 싹이 나지 않는다. 이는 감자라는 식물이 가지고 있는 휴면성 때문이다. 수확 후 일정 기간이 지나 숙성이 이루어져야 싹을 만드는 능력이 생기는 것이다. 품종과 보관 온도에 따라 다르지만 통상 50~120일 정도의 시간이 지나야 싹을 틔울 수 있다. 이런 감자의 휴면성을 인해 감자 저장이 비교적 수월 해진다. 하지 감자의 경우에 보통은 겨울이나 봄이 되어야 싹이 돋아난다. 또한 발아를 위한 최소 온도는 8℃ 이상이 되어야 한다.

### 재배시기에 따른 구분
재배시기에 따라 1기작용과 2기작용으로 구분할 수 있다. 1기작용은 휴면기간이 길어 1년에 한 번, 즉 봄재배 또는 여름재배에 이용되는 품종이다. 2기작용은 휴면기간이 짧아 1년에 두 번 재배할 수 있다. 한국에서는 대략 50~70일 가량의 휴면기간을 가지는 품종들이 2기작용으로 육성되고 있다. 1기작용 품종으로는 수미, 남작, 조풍, 세풍, 대서, 남서, 자심, 가원, 자서, 신남작, 조원, 가황, 하령, 서홍, 자영, 홍영이 있다. 2기작용으로는 대지, 추백, 추동, 추영, 추강, 고운, 제서, 새봉, 방울 등이 있다.

### 용도에 따른 구분
용도에 따라 식용, 침가공용, 프렌치프라이 가공용 및 전분용으로 나눌 수 있다. 칩 가공용 품종은 감자 덩이 줄기 모양이 둥글고 속색이 흰색이며 건물함량이 높고 환원당 함량이 낮아 감자칩으로 가공하였을 때 칩의 색이 밝은 것이 좋다. 프렌치프라이 용은 건물함량이 높아 튀겼을 때 모양이 구부러지지 않고 색이 밝은 것을 쓴다. 또한 모양이 장원형으로 긴 것을 많이 이용한다. 일반적으로 가공용 감자 품종들은 건물함량이 높고 맛이 좋은 품종들이 많아 식용으로도 많이 이용하고 있다. 전분용 감자는 한국에서는 경제성이 없기 때문에 개발된 것이 없다.
- 식용 : 남작, 수미, 대지, 초풍, 남서, 자심, 자서, 신남작, 조원, 추백, 추동, 추강, 추영, 하령, 서흥, 제서, 자영, 홍영, 방울
- 칩용 : 대서, 가원, 가황, 고운, 새봉, 수미
- 프렌치프라이용 : 세풍

### 숙기에 따른 구분
감자품종은 익는 시기에 따라 조생종, 중생종, 만생종으로 구분할 수 있다. 조생종은 보통 생육기간이 80~95일, 중생종은 95~110일, 만생종은 110일 이상으로 구분한다. 한국은 사계절이 뚜렷한 기후특성상 고랭지 여름재배와 겨울시설재배를 제외하고는 중생종과 만생종이 적합하지 않다.
- 조생종 : 남작, 수미, 조풍, 추백, 가원, 추동, 조원, 가황, 고운, 새봉, 방울
- 중생종 : 대서, 세풍, 남서, 자서, 신남작, 추영, 하령, 서홍, 홍영, 제서
- 만생종 : 자심, 대서, 추강, 자영

### 인공 씨감자
1991년, 한국 유전공학 연구소 정혁 박사팀이 조직 배양을 통하여 인공 씨감자를 대량으로 생산할 수 있는 기술을 세계 최초로 개발하였다. 기존의 파종은 감자를 쪼개 심어야 하는 불편함이 있었고 씨감자 생산에서 파종까지 6~8개월이란 시간이 소요되었다. 또한 질병 감염 때문에 재배가 그리 쉽지 않고 씨감자는 수분이 많고 무거워 운송도 어렵고 물류비도 많이 드는데다 저장도 어렵다. 이러한 문제점들을 해결하기 위해 개발된 것이 인공 씨감자이다.
자연 씨감자의 대체물로 사용될 인공 씨감자는 조직 배양 기술로 무균 배양 용기 내에서 대량 생산된 감자 줄기를 통해 콩알만한 크기로 생산된 씨감자이다. 크기는 약 0.5~1㎝, 무게는 약 0.5g 정도이며 한번만 증식해도 400g 정도의 감자를 서너 개씩 만들어 낸다. 이론적으로는 1ha 에서 약 25톤 정도의 감자를 생산할 수 있어 단위면적당 50% 정도 생산량을 늘릴 수 있다고 한다.

## 주요 품종

### 수미 (Superior)
한국내 감자 생산량의 80%를 차지하는 ‘수미(秀美)’는 찐득한 느낌이 드는 점질 감자로 알이 단단하여 저장성이 높으며, 고소하고 단맛이 나는 것이 특징이다. 1961년 미국에서 육성된 품종으로 한국에는 1975년 도입되었고 1978년 장려품종으로 선정되어 전국으로 보급되었다. 녹말 함량과 섬유질이 많아 식용 또는 칩 가공용으로 봄과 여름에 재배한다. 중만생종으로 생육기간이 90∼100일이고 휴면기간은 80∼90일이다. 한국 전역 어디에서나 재배할 수 있다. 감자잎말림바이러스병과 감자역병에는 약하지만 더뎅이병에도 비교적 강하고 감자모자이크바이러스병에는 특히 강하다.

### 남작 (Irish Cobbler)
미국에서 수미(秀美 superior)가 들어오기 전에 한국에서 가장 많이 재배되던 품종이었으나 현재에는 점차 줄어드는 추세이다. 1876년 미국에서 자주색 조생종인 얼리로즈(Early Rose)의 아조변이(芽條變異)에서 선발된 것으로 추정된다. 이후 영국으로 전파된 후 일본의 가와다(川田) 남작이 영국에서 가져왔다고 하여 '남작(男爵)'으로 불리게 되었다. 한국에는 1928년에 홋카이도(北海道)에서 도입되었다. 일제가 쌀을 수탈하기 위해 그 대체작물로 보급하였다는 설이 있다.
잎은 보통 크기이고 꽃은 연한 붉은빛을 띤 자주색이다. 감자(덩이줄기)는 편원형으로 겉껍질이 연한 노란색이고 눈이 깊게 박혀 있다. 육질이 분질성이라서 맛이 좋아 식용에 알맞다. 바이러스병과 감자역병에 약해서 미리 방제하는 것이 중요하다. 극조생종으로 생육기간은 80∼90일이며, 휴면기간은 90∼100일로 길어 가을 재배는 하지 않는 것이 좋다. 저장력이 좋으며 겨울 동안 장기저장할 때에는 통풍을 잘 해주어야 한다. 감자 중 재배역사가 가장 오래된 품종이다. 전국 어디에서나 재배할 수 있다.

### 대서 (Dejima)
1971년 일본의 나가사키 시험장에서 북해31호와 운젠을 교배해 육성하였고 한국에는 1976년 도입되어 1978년 재배가 장려된 품종이다. 뿌리가 잘 발달해서 메마른 땅에서도 잘 자란다. 감자(덩이줄기)는 편원형이고 겉껍질과 속살은 연한 노란색이며 눈이 얕게 박혀 있다. 식용 전용 품종으로 칩 가공용에 많이 이용된다. 덩이줄기는 바이러스병에는 강하지만 감자역병과 더뎅이병에는 약하다. 중만생종으로 생육기간은 110∼120일이며 휴면기간은 50∼60일로 짧아 봄재배에서 얻은 씨감자를 가을재배에 이용할 수 있다. 겨울재배할 경우에는 고랭지 여름재배에서 얻은 씨감자를 이용하는 것이 좋다. 춘·추작 이기작용으로 재배된다. 남부 지역 평야지대와 해안지대가 재배하기에 알맞다.

## 영양

### 영양성분
감자는 밀가루보다 더 많은 필수 아미노산을 함유하고 있으며 지방과 단백질에 비해 탄수화물 함량이 높고 철분, 마그네슘과 같은 중요한 무기성분 및 비타민 C, B1, B2, 나이아신과 같은 인체에 꼭 필요한 비타민을 함유하고 있으며, 당분이 낮아 좋은 영양 식품이다. 특히 감자에 포함되어 있는 비타민C는 다른 채소들과 달리 불로 조리를 해도 파괴되지 않는 장점이 있다.

### 효능
감자에는 같은 양의 쌀밥보다 더 많은 철분이 들어있어 철분 섭취가 중요한 빈혈 환자에게 좋다. 수박이나 사과보다 4배 이상 많이 들어있는 칼륨은 나트륨의 배출을 도와 고혈압 환자와 당뇨환자들에게 좋다. 특히 염분이 많은 음식을 많이 먹는 한국인들은 많이 섭취할 수록 좋다. 또한 칼슘을 포함하고 있어 산성이 강한 육식의 섭취량이 증가하고 있는 현대인들에게는 알카리성으로 몸을 유지시키는데 도움이 된다. 식물성 섬유질인 펙틴은 변비에 특효가 있다. 감자는 염증 완화, 화상, 고열, 편도선이나 기관지염에 효과가 있다고 오래전부터 알려져 왔다.

### 섭취와 활용
감자는 삶아서 주식 또는 간식으로 하고 굽거나 기름에 튀겨 먹기도 한다. 소주의 원료와 알코올의 원료로 사용되고, 감자 녹말은 당면, 공업용 원료로 이용하는 이외에 좋은 사료도 된다.
감자는 설탕으로 간을 하는 경우, 토마토와 마찬가지로 감자의 비타민 B1이 설탕을 대사하는 과정에서 소비되어 영양학적으로 좋지 않다. 감자는 소금이나 된장으로 간을 하는 것이 바람직한데, 이 경우 감자의 칼륨이 소금이나 된장의 나트륨을 배출하므로 합리적이다. 특히, 된장으로 간을 하면 된장이 발효되는 과정에서 생성되는 여러 펩타이드가 항산화작용을 하므로 건강에 유익하다.

### 독성
감자에는 글리코알칼로이드라는 독성 화합물이 들어있는데, 이 가운데 솔라닌과 차코닌이 주를 이룬다. 이러한 화합물들은 포식자들로부터 식물을 보호하기 위해 생성되는데 일반적으로 잎, 뿌리, 싹, 과실에 함축되어 있다. 볕 드는 곳에 두거나, 물리적으로 위해를 받거나, 시간이 오래되면 괴경 안에 글리코알칼로이드 성분이 증가한다. 껍질 바로 아래 부분 쪽이 가장 많이 함축되어 있으며, 170 °C (340 °F)의 고온에서 요리하면 부분적으로 이들을 제할 수 있다. 야생 감자의 글리코알칼로이드 독성분은 사람에게도 독성의 영향을 미치기 충분하다. 독의 증상으로는 심한 두통, 설사, 구토 등이 있고 심지어는 사망에 이를 수 있으나 감자로 인한 중독은 극히 드물게 일어난다.

## 선별과 보관

### 감자 고르기
- 감자를 고를 때는 표면에 흠집이 적고 매끄러우며 무겁고 단단한 것이 좋다.
- 감자에 싹이 나거나 녹색 빛이 도는 것은 피하는 것이 좋다.

### 감자 보관
- 감자 보관은 직사광선을 피하고 바람이 잘 통하는 곳에 보관한다. 이때 사과와 같이 보관하면 싹이 나는 것을 방지할 수 있다. 사과에서 배출되는 에틸렌 가스가 감자의 발아를 막기 때문이다.[224]
- 양파는 함께 보관하면 둘 다 금방 상한다. 양파는 사과와 정반대의 역할을 하기 때문이다.
- 8℃ 이상에서는 싹이 나고, 영하 1℃ 이하가 되면 얼게 되기 때문에 온도를 1~4℃ 사이로 적정히 유지해주는 것이 중요하다.[3]
- 껍질을 깐 감자는 찬물에 담가 물기를 뺀 후 물기를 제거하고 랩에 싸 놓아 갈변을 방지할 수 있다.

## 여러 가지 오해
감자에서 식용하는 부위를 흔히 고구마처럼 "뿌리"부분인 것으로 여기는 오해가 있지만, 사실 줄기가 변하여 만들어지는 것으로 고구마의 뿌리와는 근본적으로 생성 원인이 다르다.

## 역사속 사건

### 감자 전쟁

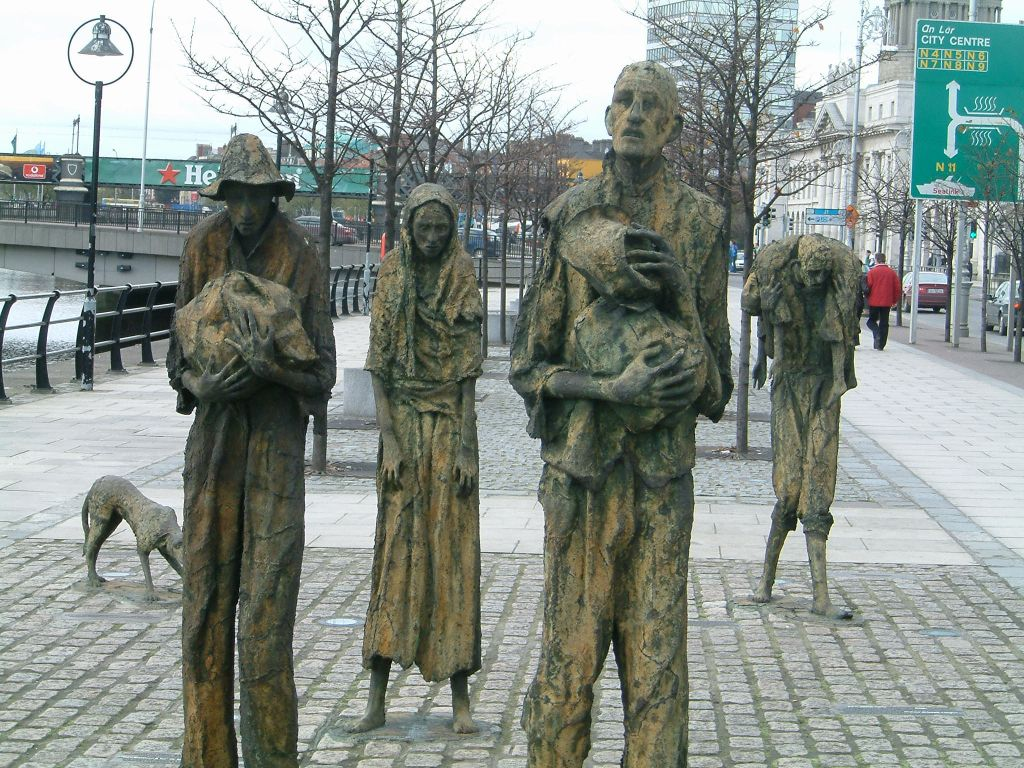
아일랜드 대기근 조형물 (더블린)

1778년 7월에 프로이센과 오스트리아 간에 벌어진 바이에른 왕위 계승 전쟁을 일명 '감자전쟁(Potato war)'이라고도 한다. 양측은 후계자 없이 사망한 바이에른 공작의 영지를 차지하기 위해 전쟁을 벌렸으나, 서로 비등한 전력으로 인해 전면전을 피하고 대치하게 되었다. 전쟁이란 것이 싱겁게도 제대로 된 교전 한번없이 소강상태가 계속 이어졌으며 서로 상대측의 연락과 보급선을 차단하는 전략에 몰두했다. 특히 7년 전쟁이후 프리드리히 2세의 독려 속에 재배가 증가한 감자를 확보하는데 경쟁을 벌렸다. 양측의 병사들은 상대측과 마주쳐도 총을 쏘기 보다는 서로 먼저 감자밭으로 달려가 더 많은 감자를 확보하고자 했다. 이를 통해 바닥난 군량미를 확보하는 동시에 상대측이 감자를 식량으로 사용하는 것을 차단하려 하였다. 소강상태로 이어지던 전쟁이 10개월만에 전투다운 전투없이 종결되자 감자전쟁(Potato war)이라는 별칭이 붙게 되었다.

### 아일랜드 대기근
1845년에서 1852년까지 아일랜드에서 발생한 대기근으로 백만명 이상이 사망하고 다수가 해외로 집단이주하는 사건이 발생한다. 1840년대의 아일랜드 인구는 대략 850만명이었는데, 대기근 기간 중에 발생한 사망 또는 이주로 인해 전체인구 중 약 20%~25% 정도가 줄어들어 기근 후 약 600만명 정도가 되었다. 감자 역병 때문에 기근이 발생하였으나 사태가 심각해지도록 만든 것은 아일랜드를 식민통치하고 있던 영국의 정치적, 민족적, 종교적, 사회적, 경제적 차별정책 때문이었다. 이 사건으로 아일랜드인들의 영국에 대한 적개심은 더욱 커졌으며 독립의 열망이 증가하도록 만들었고 결국 독립투쟁을 거쳐 1921년에 영국으로부터 독립하였다.

## 문화
- 감자튀김 박물관 - 벨기에 브뤼헤에 있으며 감자튀김의 역사와 관련 유물 등이 전시되어 있는 박물관이다.[239][240]
- 감자축제 - ‘강원 감자 큰잔치’, '팔봉산 감자축제', 미국 메인주의 ‘감자꽃 축제' 등 전세계에 많은 감자축제가 있다.[241][242]
- 감자튀김 분쟁 - EU산 감자튀김 가공품에 대해 콜롬비아가 높은 관세를 부과하자 벌이진 무역분쟁이다.[243][244]
- 감자튀김 원조논쟁 - 벨기에와 프랑스가 각기 자국이 감자튀김의 원조국임을 주장하며 벌어진 논쟁이다.[245][246]
- 감자 대왕 - 감자보급에 앞장서 독일지역의 기근을 종식시킨 프리드리히 2세에게 붙여진 별명이다.[247]
- 소설 감자 - 김동인이 1925년 1월에 《조선문단》에 발표한 단편소설이다. 감자가 등장하지만 실제로는 고구마이다.[248]
- 영화 감자 - 1987년 변창호 감독이 소설 '감자'를 영화화한 작품이다. 1968년 김승옥 감독도 영화화 한적이 있다.[249]
- 영화 마션 - 화성에 홀로 낙오된 우주인이 생존기를 그린 영화인데, 감자를 키워 양식으로 삼는 장면이 나온다.
- 감자 심포니 - 전용택이 감독과 주연을 맡고 유오성 등이 출연한 영화로 2009년에 개봉했다. 강원특별자치도를 배경으로 했다.[250]
- 감자먹는 사람들 - 빈센트 반 고흐가 1885년에 그린 그림이다. 그를 위대한 화가의 반열에 오르게 한 최초의 걸작이라는 평가가 있다.[251]
- 뜨거운 감자 - 정치적·사회적으로 중요한 일이지만 현실적으로 다루기 어려운 미묘한 문제를 일컫는 말이다.[252]
- 카우치 포테이토(Couch potato)- 게이름뱅이를 뜻하는 영어 단어이다. 감자칩을 먹으며 소파에 누워 지내는 모습에서 유래하였다.[253]
- 포테이토 헤드(potatohead) - 바보, 멍청이, 얼간이라는 뜻을 가진 영어 단어.[254]

## 감자 요리
- 감자 튀김
- 감자전
- 감자떡
- 감자칩
- 감자 샐러드
- 감자빵
- 감자탕
- 감자 볶음
- 감자 와플
- 감자밥
- 감자옹심이
- 게와 다치
- 고로케
- 군감자
- 그라탱
- 니쿠자가
- 레프세
- 마살라 도사
- 맛감자
- 매시트 포테이토
- 무파라카
- 바레니키
- 버블 앤드 스퀴크
- 분모자
- 브린조베 할루슈키
- 비시수아즈
- 아얌 퐁테
- 아이리시 스튜
- 아코디언 감자
- 아히아코
- 아히아코 (페루 음식)
- 아히아코 (콜롬비아 음식)
- 알루 고비
- 얀손스 프레스텔세
- 월리버흐
- 웨지감자
- 중국당면
- 체펠리나이
- 카덜
- 카리팝
- 칼 캬넌
- 칼두 베르드
- 쿠겔리스
- 쿰피르
- 클로스 (음식)
- 크로켓
- 토르티야 (스페인 음식)
- 파파스 아루가다스
- 파파타스 브라바스
- 패스티
- 폼 뒤셰스
- 피테팔트
- 피시앤칩스
- 해시 브라운

## 같이 보기
- 고구마
- 뚱딴지
- 씨감자
- 감자 누르개
- 감자 짜개

## 참고 문헌
- 이 문서에는 다음커뮤니케이션(현 카카오)에서 GFDL 또는 CC-SA 라이선스로 배포한 글로벌 세계대백과사전의 내용을 기초로 작성된 글이 포함되어 있습니다.